# Römisch-Persische Kriege
Über Jahrhunderte stellten das Römische bzw. Oströmische Reich und das neupersische Sassanidenreich die beiden vorherrschenden Staatengebilde im Mittelmeerraum und im Vorderen Orient dar. Obwohl es zwischen den beiden spätantiken Großmächten durchaus Phasen friedlicher Koexistenz gab, besonders im 5. Jahrhundert, waren ihre zwischenstaatlichen Beziehungen maßgeblich von militärischen Konflikten geprägt, die bisweilen in der Forschung als römisch-persische Kriege bezeichnet werden.
Die militärischen Auseinandersetzungen begannen mit der Formierung des Sassanidenreichs im 3. Jahrhundert n. Chr. und fanden erst mit dem Sieg des oströmischen Kaisers Herakleios 628/30 einen Abschluss. Besonders intensiv waren die Kampfhandlungen zu Zeiten Schapurs I. (240/42–270), Schapurs II. (309–379), Chosraus I. (531–579) und Chosraus II. (590–628). Dabei gingen die Angriffe sowohl von römischer wie von persischer Seite aus. Nach dem letzten und größten römisch-persischen Krieg (603–628) wurden die beiden erschöpften Großreiche ein Opfer der Expansion der Araber. Diese vernichteten das Sassanidenreich und eroberten die römischen Orientprovinzen. Dieses Ereignis wird von vielen Historikern als das endgültige Ende der Antike angesehen.

## Die Ausgangslage: Rom und Persien zu Beginn des 3. Jahrhunderts
Der Tod des Kaisers Mark Aurel im Jahre 180 galt bereits antiken Autoren als ein Wendepunkt für das Römische Reich, da auf Mark Aurel eine Reihe schlechterer Kaiser gefolgt sei. Die Regierungszeit des vermeintlichen „Philosophen auf dem Kaiserthron“ war aber bereits von einem permanenten Abwehrkampf an den Grenzen geprägt: Im Donauraum hatten die Markomannenkriege getobt und Roms letzte Reserven beansprucht, im Osten mussten die Parther niedergehalten werden (siehe Partherkriege). Nur mit Mühe war es Mark Aurel gelungen, die Grenzen des Reiches vorläufig zu stabilisieren. Sein als Kaiser wenig erfolgreicher Sohn Commodus wurde 192 ermordet. Nach einem blutigen Bürgerkrieg (Zweites Vierkaiserjahr) begründete der aus Africa stammende Septimius Severus die Dynastie der Severer, die das Reich bis 235 regierten. Dennoch bemerkten Zeitgenossen wie der aus dem Osten des Reiches stammende Senator Cassius Dio, dass mit dem Tod Mark Aurels das „goldene Zeitalter“ endete und eine Epoche von „Eisen und Rost“ begann. Diese Sichtweise hat auch die moderne Forschung stark geprägt. Richtig daran ist, dass der Druck auf das Römische Reich in diesen Jahren anstieg, wobei aber umstritten ist, ob dafür vor allem die Bedrohung durch äußere Feinde verantwortlich war oder ob vielmehr die Instabilität des Kaisertums und innere Wirren die eigentliche Ursache der Probleme waren.
Die Macht der severischen Kaiser beruhte zu einem erheblichen Teil auf ihrer Kontrolle über die Legionen. Die Donative für die Soldaten wurden ständig erhöht, womit sich aber auch ihre Begehrlichkeiten steigerten. Bereits Septimius Severus hatte überdies den Sold der Armee schrittweise verdoppelt, womit sich auch der Finanzbedarf des Reiches massiv erhöhte, was zu einer wachsenden Steuerlast führte. Zudem gelang es nicht, den Ansehensverlust, den das Kaisertum während des Bürgerkrieges erlitten hatte, wieder auszugleichen; die Stellung des Herrschers bei Armee und Hof wurde prekärer. So gab es oft genug Verschwörungen, so etwa gegen Caracalla, der bei Volk und Militär durchaus beliebt war, aber auch skrupellos agierte und sogar seinen eigenen Bruder Geta umbringen ließ: ebenso gegen Kaiser Elagabal, dessen Religionspolitik viele Römer erzürnte. Der letzte Kaiser des severischen Kaiserhauses, Severus Alexander, wurde schließlich 235 von aufgebrachten Soldaten ermordet, die an seinem militärischen Sachverstand zweifelten. Die nachfolgenden Kaiser hielten sich nur wenige Jahre, meistens aber nur ein paar Monate auf dem Thron. Das Reich geriet in eine Krisenzeit, die von der Forschung traditionell als Reichskrise des 3. Jahrhunderts bezeichnet wird. Erst Kaiser wie Aurelian und schließlich Diokletian konnten das Reich wieder nachhaltig stabilisieren.

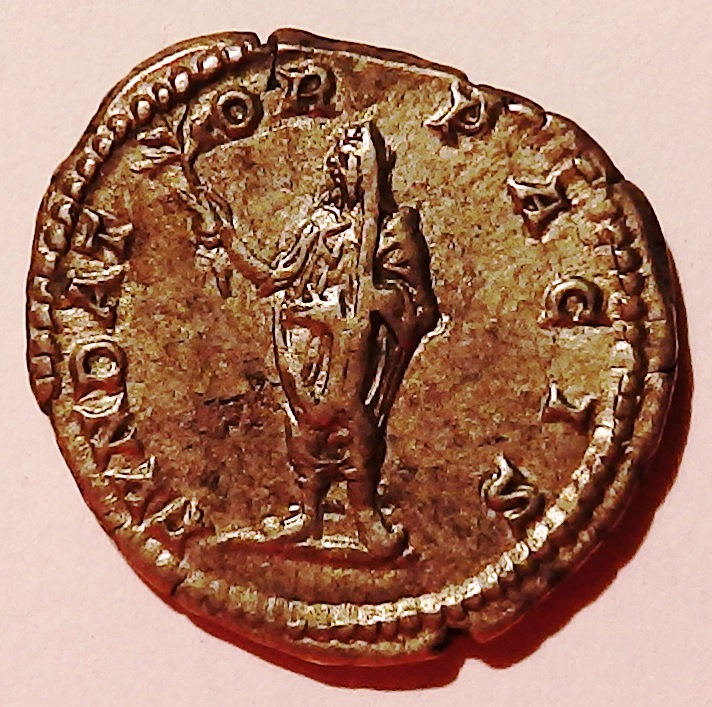
Denar des Septimius Severus mit der Umschrift Fundator pacis („Begründer des Friedens“)

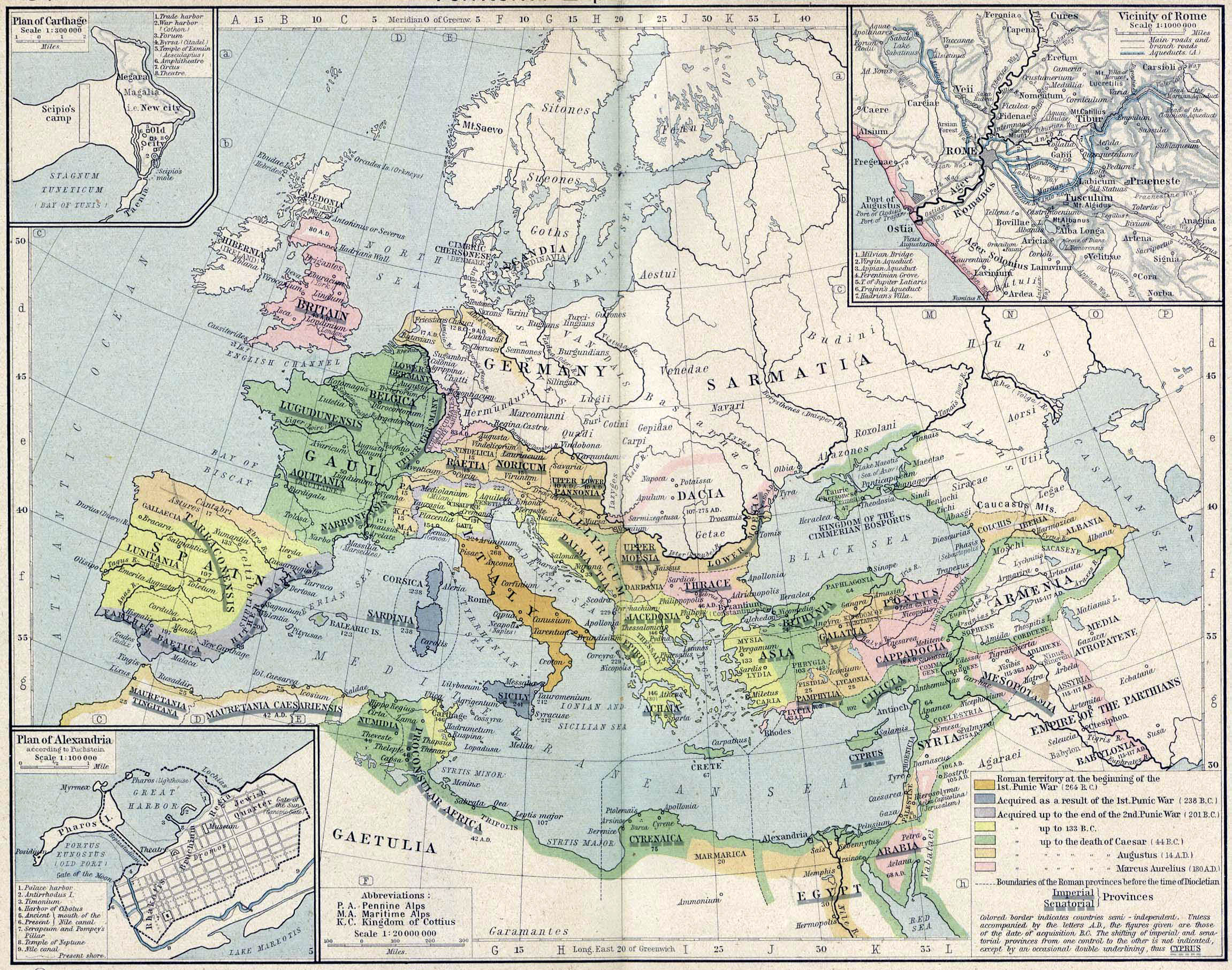
Die Expansion des Römischen Reiches bis zum Ende des 2. Jahrhunderts n. Chr.

Einen nicht geringen Anteil an den wachsenden Problemen Roms zu Beginn des 3. Jahrhunderts hatten Vorgänge im Osten. Dort war 224 n. Chr. der Partherkönig Artabanos IV. aus der Dynastie der Arsakiden von einem aufständischen Fürsten namens Ardaschir in einer Schlacht geschlagen und getötet worden. Ardaschir, der sich 226 selbst zum neuen König machte, stammte aus einer Dynastie von Regionalfürsten, die in der Persis herrschten und ihre Ursprünge auf einen historisch kaum fassbaren Stammvater namens Sasan zurückführten. In der modernen Forschung werden die neuen Herren des Iran, die unter Ardaschir die Nachfolge der Parther antraten, daher auch als Sassaniden (bzw. Sasaniden) bezeichnet. Diese Dynastie beherrschte Persien mehr als 400 Jahre lang und begründete das letzte vorislamische Großreich des alten Orients.
Ardaschir und seine Nachfolger führten zwar zunächst in wichtigen Bereichen die parthischen Traditionen fort, standen aber unter einem großen Legitimationsdruck. Die neue Dynastie brauchte sichtbare Erfolge. Was das bedeutet, erfuhren die Römer schon bald. Nur kurze Zeit nachdem Ardaschir seine Macht im Inneren vorläufig gefestigt hatte, kam es zum Krieg mit Rom. Persische Panzerreiter, Kataphraktoi genannt, erwiesen sich als ebenbürtige Gegner der Römer. Von wem die ersten Attacken ausgingen, ist kaum zu klären, jedenfalls war Rom bald in einen kostspieligen Krieg verwickelt. Auch wenn die verschiedenen Stämme an Rhein und Donau eine wachsende Bedrohung darstellten, waren sie doch militärisch nicht mit den gut organisierten Sassaniden zu vergleichen, die bald auch zu Meistern der Belagerungstechnik wurden.
Von der späten Republik an hatte Rom in der Regel die militärische Initiative besessen und daher zumeist selbst entschieden, wann es wo Krieg führte. Die Parther hatten so gut wie nie von sich aus attackiert (selbst der Angriff von 161 war vermutlich ein Präventivschlag, der einer römischen Offensive zuvorkam), sondern sich zumeist defensiv verhalten. Dies änderte sich damals; die Sassaniden agierten offenbar aggressiver. In der neueren Forschung ist allerdings darauf hingewiesen worden, dass hierfür insbesondere die Römer selbst verantwortlich waren: Septimius Severus hatte um das Jahr 200 den Norden Mesopotamiens annektiert und in eine römische Provinz umgewandelt; dies war aus Sicht der Großkönige, die stets auf der Euphratgrenze bestanden hatten, inakzeptabel. Bereits die letzten Arsakiden forderten daher vehement die Rückgabe dieser Gebiete und nachdem die Sassaniden sie abgelöst hatten, verfolgten sie dieses Ziel mit großem Nachdruck, wenngleich letztlich erfolglos. Bereits Cassius Dio erkannte, dass die Annexion Nordmesopotamiens ein schwerer Fehler gewesen war, da die Verteidigung der Territorien östlich des Euphrat die Römer teuer zu stehen kam.
Iran, kulturell und militärisch hoch entwickelt, wurde unter der neuen Dynastie jedenfalls zur Nemesis Roms und blieb dies für die nächsten Jahrhunderte. Damit änderte sich die strategische Lage der Römer grundlegend. Es waren nicht zuletzt die Kriege mit Persien, die die Kaiser dazu zwangen, in den Jahrzehnten nach 250 weitreichende Reformen durchzuführen, um die Ressourcen des Imperium Romanum besser nutzen und so den sassanidischen Angriffen trotzen zu können. Dass der Schutz der reichen römischen Orientprovinzen stets Vorrang hatte, trug seinen Teil dazu bei, dass der Westen des Mittelmeerraums im 5. Jahrhundert der kaiserlichen Kontrolle entglitt: Die Germanen profitierten entscheidend davon, dass die Sicherung der Ostgrenze stets vorging; über die Hälfte aller römischen Truppen war an der Persergrenze stationiert, im Kriegsfall noch weit mehr. Seit der Annexion Nordmesopotamiens sahen sich die Kaiser permanent der Gefahr eines Zweifrontenkrieges ausgesetzt – ein strategisches Dilemma, das allerdings ganz ähnlich auch für die Perser galt, die sich im Westen dem (Ost-)Römischen Reich, im Nordosten dagegen hunnischen und türkischen Völkern gegenübersahen.
Rom erkannte das neupersische Sassanidenreich schon bald notgedrungen als (fast) gleichberechtigte Macht an, die persischen Großkönige in Ktesiphon sahen die Römer in einem ähnlichen Licht, da nach einigen Jahrzehnten heftiger Kämpfe deutlich geworden war, dass keine Seite stark genug war, die andere entscheidend zu schlagen. Vor allem im 5. und 6. Jahrhundert verstanden sich die beiden Großmächte als faktisch ebenbürtig, Herrscherideologie und Hofzeremoniell der beiden Reiche glichen sich einander zunehmend an. Dies änderte freilich wenig daran, dass beiden Großmächten stets daran gelegen war, den jeweils anderen so weit wie möglich zu schwächen, wobei auch wirtschaftliche Interessen eine Rolle spielten. Es war der Beginn eines Jahrhunderte andauernden Ringens: Erst mit dem Ende der Spätantike und dem Untergang des Sassanidenreiches fand auch der römisch-persische Dualismus sein Ende.
Im Folgenden sollen sowohl die entsprechenden Militäroperationen grundrissartig beschrieben werden als auch ein Überblick bezüglich der politischen Ausgangslage der jeweiligen Konflikte und deren Ergebnisse gegeben werden. In diesem Zusammenhang soll auch in kleineren Exkursen auf die jeweiligen politischen Verhältnisse in Persien und Rom eingegangen werden.

## Ardaschir I. – der Beginn der militärischen Auseinandersetzungen

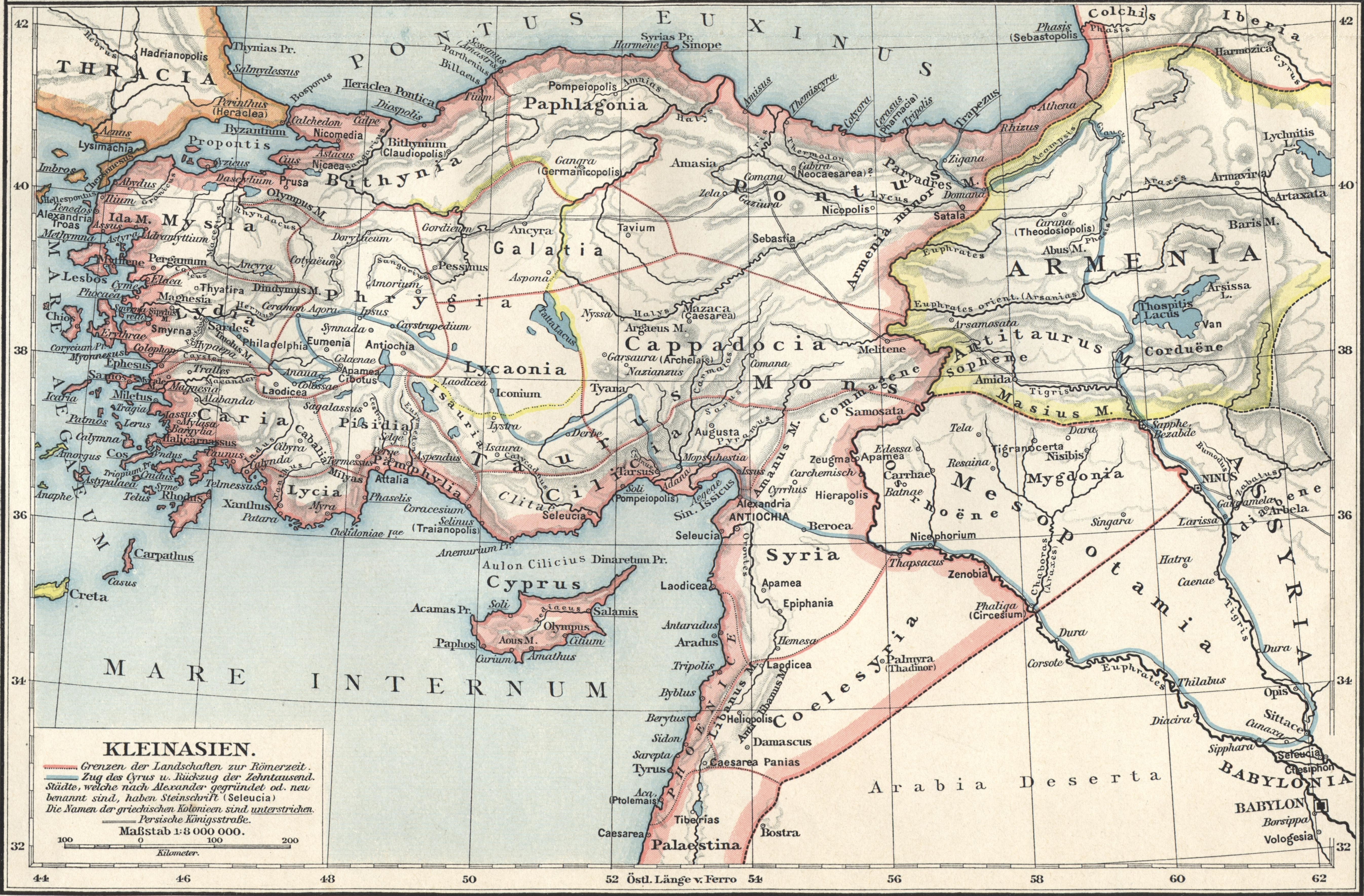
Der römische Orient im 3. Jahrhundert

Nachdem Ardaschir I. um 230 seine inneren Gegner niedergeworfen hatte, begann er mit der Erweiterung seines Herrschaftsbereichs, was ihn in Konflikt mit Rom bringen sollte. Ein erster Vorstoß war gegen Armenien gerichtet. Das Land hatte, aufgrund seiner geografischen Lage und seiner Ressourcen, einen ständigen Streitpunkt zwischen Rom und dem Partherreich in den Partherkriegen dargestellt. Auch das Sassanidenreich sollte in Zukunft ein grundlegendes Interesse an Armenien haben, zumal dort bis 428 Mitglieder des alten parthischen Königshauses der Arsakiden regieren sollten, die die Sassaniden als Usurpatoren ansahen.
Zwischen 230 und 260 gingen die Aggressionen an der römischen Ostgrenze vor allem von persischer Seite aus, worauf die Römer teils mit Gegenoffensiven reagieren mussten. Das persische Vorgehen im Westen war allerdings insofern defensiv, als man wohl, wie gesagt, lediglich die Euphratlinie zurückgewinnen wollte, um die Grenze gegen Rom zu sichern: Erst 30 Jahre zuvor hatten die Römer Teile Nordmesopotamiens annektiert, und dies wollte Ardaschir offensichtlich rückgängig machen. Seine Offensive in Armenien hatte jedoch nicht den erhofften Erfolg, ebenso wenig wie ein Angriff auf das Königreich Hatra in Mesopotamien, einen Verbündeten Roms und der Arsakiden. Der römische Kaiser Severus Alexander rüstete unterdessen zum Krieg und begann 232 eine Gegenoffensive gegen die persische Hauptstadt Seleukeia-Ktesiphon, die jedoch buchstäblich im Sande verlief. Eine der drei römischen Heersäulen wurde von den Persern vernichtend geschlagen, die anderen beiden zogen sich nach geringen Erfolgen unter Verlusten zurück. Auch die folgenden Kämpfe, die sich vor allem in Mesopotamien abspielten, brachten keine Entscheidung, so dass Severus Alexander die Operationen bald abbrach, um sich den Germanen am Rhein zuwenden zu können. Nach dem Tod des Kaisers im Jahre 235 und den daran anschließenden Wirren unternahm Ardaschir erneut eine Offensive. Diesmal hatte der Großkönig mehr Erfolg: 235/36 fielen die strategisch wichtigen Städte Karrhai und Nisibis in persische Hand, 240/41 (nach mehr als zweijähriger Belagerung) auch das hart umkämpfte Hatra.

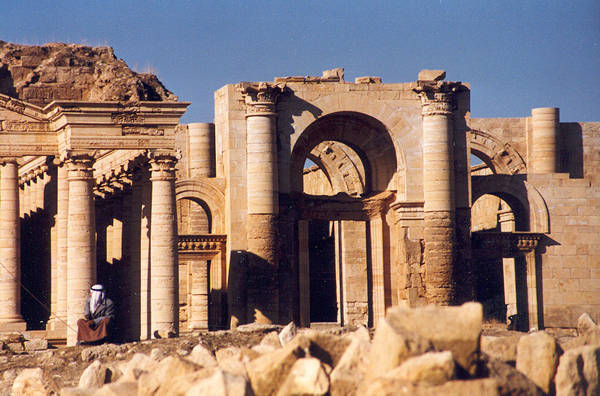
Ruinen in Hatra

Die Motive Ardaschirs für das Vorgehen gegen Rom sind in der Forschung oft diskutiert worden. Westliche Quellen unterstellen dem Großkönig, er habe das alte Achämenidenreich erneuern wollen, wobei zu beachten ist, dass die westlichen Quellen den Sassaniden in der Regel ohnehin feindlich gesinnt waren. Diesbezügliche Selbstzeugnisse Ardaschirs liegen nicht vor, zumal er sich nur als „König der Könige von Eran [Iran]“ bezeichnete und damit keineswegs ein übersteigertes imperiales Selbstverständnis zum Ausdruck brachte. Ardaschir dürfte es eher darum gegangen sein, sich im Kampf zu bewähren, seine Eignung als neuer König zu beweisen und dadurch seine faktische Usurpation zu legitimieren. Letztendlich bleibt aber vieles eine Frage der Interpretation der vorhandenen Quellen.
Der Fall Hatras löste in Rom eine neue Entschlossenheit aus, gegen die Perser vorzugehen. Doch 242 verstarb Ardaschir. Sein Sohn und Nachfolger Schapur, der bereits seit 240 die Regierungsgeschäfte leitete, sollte den Kampf fortsetzen.

## Schapur I. – Triumph über drei Kaiser

Der römisch-persische Grenzraum um 300.

Schapur I. gilt allgemein als einer der bedeutendsten Sassanidenkönige, dessen Andenken im Iran noch heute nicht ganz erloschen ist. Im Inneren betrieb er eine recht tolerante Religionspolitik und verbesserte die Reichsverwaltung, die nun vielleicht stärker zentralisiert wurde.
Militärisch war Schapur zunächst nicht weniger erfolgreich. Er führte insgesamt drei Feldzüge gegen Rom, deren genaue Chronologie aber aufgrund der problematischen Quellenlage der modernen Forschung einige Schwierigkeiten bereitet (wohl 243/44, 252/53 bis 256/57 und schließlich 260). Bisweilen widersprechen zudem die westlichen (griechisch-römischen) Quellen, die allerdings nicht besonders reichlich fließen, den sassanidischen Selbstzeugnissen. Eine wichtige Quelle stellt die berühmte dreisprachige Inschrift (in Mittelpersisch, Parthisch und Griechisch) von Naqsch-e Rostam dar, die sogenannten res gestae divi Saporis, ein Bericht Schapurs über seine Siege. Auch wenn man eine gewisse Vorsicht bei der Nutzung des Tatenberichtes walten lassen muss, so wird sein Wert von der modernen Forschung doch als recht hoch eingeschätzt. Anders sieht es bei den westlichen Quellen aus, wie der höchst unzuverlässigen Historia Augusta. Sie bieten oft kaum zuverlässige Details über den Verlauf der Kämpfe, wenngleich die griechischen Geschichtswerke (wie etwa der Vergleich des Fragments des Philostratos von Athen mit den res gestae divi Saporis zeigt) tendenziell mehr und besseres Material enthalten als die knappen Notizen in den wenigen lateinischen Werken.
Der erste Feldzug Schapurs fiel in den Zeitraum von 243 bis 244, also in die Zeit der sogenannten Reichskrise des 3. Jahrhunderts, die erhebliche römische Ressourcen band. Nach der Vita der drei Gordiane in der Historia Augusta brach Kaiser Gordian III. von Antiochia am Orontes, einer der bedeutendsten Städte des Imperiums, nach Osten auf, um sich Schapur entgegenzustellen. Der römische Angriff erfolgte 243 und war gründlich vorbereitet worden, bei Kriegsbeginn ließ man in Rom die Tore des Janustempels öffnen, womit verdeutlicht wurde, dass sich Rom im Krieg befand (in Friedenszeiten blieben die Tempeltore geschlossen). Bei Rhesaina (dem heutigen Ras al-Ain in der Nähe von Nisibis) besiegten die Römer 243 den Perserkönig tatsächlich in einer großen Schlacht. Sie sollen daraufhin die Kontrolle über die verlorenen Gebiete in Mesopotamien zurückerlangt haben. Kurz darauf intrigierte jedoch angeblich der Prätorianerpräfekt des Kaisers, Philippus Arabs, gegen Gordian und ließ ihn anschließend ermorden – zumindest behaupten dies spätere westliche Quellen.
Aus dem Tatenbericht Schapurs ergibt sich allerdings ein ganz anderes Bild: Demnach wurde Gordian, der nach seinem Sieg bei Rhesaina (den Schapur verschweigt) gegen Ktesiphon marschiert war, zu Beginn des Jahres 244 in der Schlacht von Mesiche (etwa 40 Kilometer westlich des heutigen Bagdad) geschlagen und getötet; anschließend wurde Philippus zum Kaiser ausgerufen. Auch spätere byzantinische Quellen (wie Johannes Zonaras, der auf älteres Material zurückgreifen konnte) weisen nicht darauf hin, dass Gordian ermordet wurde; möglich ist, dass er seinen Verletzungen erlag, die er in der Schlacht von Mesiche davongetragen hatte. Philippus Arabs sah sich nach dem Tod Gordians jedenfalls gezwungen, einen Vertrag mit Schapur zu schließen. Den Friedensschluss ließ er auf der Rückseite einer Münze mit der Umschrift PAX FVNDATA CVM PERSIS feiern. Offensichtlich war der römische Sieg bei Rhesaina nicht entscheidend gewesen, auch wenn vorübergehend die Perser zurückgedrängt worden waren. Insgesamt scheint Schapurs Version plausibler zu sein. Dieser Vertrag, auf den nur wenige Quellen eingehen, war für die Sassaniden durchaus günstig: Er sah Zahlungen Roms an Persien sowie eventuell territoriale Zugeständnisse in Mesopotamien vor; mindestens aber entzog Rom Armenien seine Unterstützung.

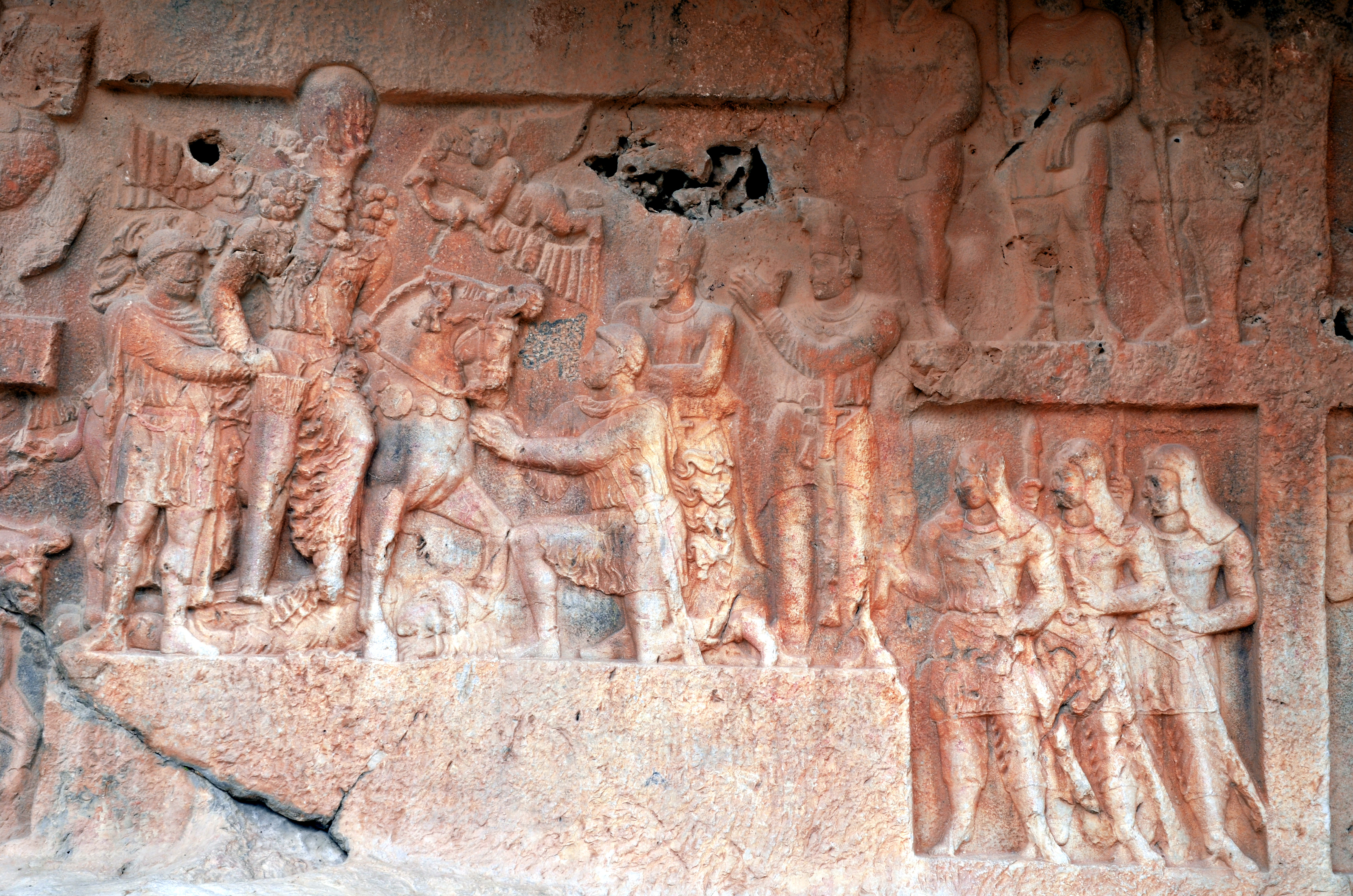
Triumphrelief Schapurs I. bei Bischapur: Schapur triumphiert über drei römische Kaiser (Valerian, Gordian III. und entweder Philippus Arabs oder Uranius Antoninus)

Dass Philippus dennoch mit Siegesnamen wie Persicus und (nun anachronistisch) Parthicus maximus bedacht wurde, darf also nicht über den Tatbestand hinwegtäuschen, dass die Römer eine empfindliche Niederlage erlitten hatten. Schapur ließ seinen Sieg denn auch auf zahlreichen Felsreliefs verewigen und nahm 252 oder 253 die Kampfhandlungen gegen Rom wieder auf. Der Verlauf dieser zweiten Expedition (der sogenannten zweiten agoge), die bis 256/57 dauerte, ist wiederum vor allem anhand des Tatenberichts Schapurs rekonstruierbar. Offenbar hatte der neue römische Kaiser Decius weniger Interesse an einer Ausgleichspolitik mit Persien und hatte sich deshalb den persischen Ambitionen im Hinblick auf Armenien widersetzt. Dies sah Schapur als Kriegsgrund an. Zuerst eroberte er wohl noch 252 Armenien und drang dann, die Wirren nach dem Tod Kaiser Decius’ nutzend, in Syrien und Mesopotamien ein. Die Perser eroberten (vielleicht noch 252) das strategisch wichtige Nisibis, das sie aber nicht lange halten konnten. Wahrscheinlich im Frühjahr 253 marschierte Schapur mit seinem Heer den Euphrat entlang auf römisches Territorium vor, wobei er die starken römischen Festungen Circesium und Dura Europos umging. Die Sassaniden erlitten zwar bei Emesa eine kleinere Niederlage (bezeichnenderweise nicht durch eine römische Heeresabteilung, sondern durch einheimische Kräfte unter Uranius Antoninus), allerdings war dies nur ein geringer Rückschlag, denn Schapurs Truppen, deren Kern die Panzerreiterei darstellte, vernichteten ein römisches Heer von angeblich 60.000 Mann (die Zahl dürfte deutlich übertrieben sein) bei Barbalissos am Euphrat. Hierapolis, nördlich von Barbalissos, und vor allem Antiochia am Orontes wurden anschließend von den Sassaniden (kurzzeitig) erobert. Die Perser drangen sogar bis nach Kappadokien vor und konnten 256 auch das schwer befestigte Dura Europos stürmen, doch zog sich Schapur bald darauf wieder zurück.

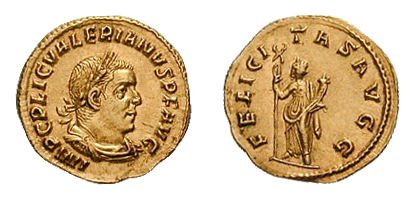
Valerian auf einem Aureus mit der Göttin Fortuna.

Die Lage in Roms Orientprovinzen war so ernst, dass sich Kaiser Valerian, der 253 an die Macht gekommen war, genötigt sah, sich persönlich in den Osten zu begeben. Valerian sammelte dort ein größeres Heer und zog gegen Schapur ins Feld. Im Frühsommer 260 kam es bei Edessa zur Schlacht, in der Valerians Heer vernichtend geschlagen wurde. Allein das wäre schlimm genug gewesen, wenn der Kaiser im Verlauf der Schlacht nicht auch noch in persische Hand gefallen wäre. Die Gefangennahme Valerians – ein einmaliger und für die Römer äußerst schmachvoller Vorgang – wurde von Schapur in seinem Tatenbericht sowie auf Felsreliefs (wie bei Bischapur) festgehalten:
Im dritten Feldzug, als wir gegen Karrhai und Edessa vorstießen und Karrhai und Edessa belagerten, da marschierte Kaiser Valerian gegen uns, und es war mit ihm eine Heeresmacht von 70.000 Mann. Und auf der jenseitigen Seite von Karrhai und Edessa hat mit Kaiser Valerian eine große Schlacht für Uns stattgefunden, und Wir nahmen Kaiser Valerian mit eigenen Händen gefangen und die Übrigen, den Prätorianerpräfekten und Senatoren und Offiziere, alle welche auch immer Führer jener Heeresmacht waren, alle diese ergriffen Wir mit den Händen und deportierten sie in die Persis.
Einige der westlichen Quellen berichten, die Gefangennahme des Kaisers sei das Ergebnis eines Verrats von Seiten der Perser gewesen, die Valerian während laufender Verhandlungen überwältigt hätten, doch bestätigen andere Autoren eher die Darstellung Schapurs. Valerian beschloss sein Leben in persischer Gefangenschaft, ebenso wie die überlebenden Römer, die von Schapur in das Sassanidenreich verschleppt wurden, wo sie in einer vom Großkönig neu gegründeten Stadt angesiedelt wurden. Nach der Schlacht nahm Schapur mehrere Städte ein, vor allem aber wurde Antiochia zum zweiten Mal geplündert.
Bei der damaligen Schwäche des Imperiums spielte auch der Umstand eine Rolle, dass sich Gallien und andere Gebiete im Westen von der römischen Zentralgewalt loslösten und die Grenzen an Rhein und Donau ebenso bedrängt wurden wie die Ostgrenze. Erst Kaiser Aurelian konnte das Imperium wieder stabilisieren. Schapur hingegen, der sich stolz „König von Iran und Nicht-Iran“ nannte, hatte unter Beweis gestellt, dass das Sassanidenreich für Rom ein ebenbürtiger Gegner war. Allerdings hatte er eine im Nachhinein unkluge Entscheidung getroffen, als er ein Bündnisangebot des Königs der Oasenstadt Palmyra, Septimius Odaenathus, abgelehnt hatte; Odaenathus nahm daraufhin Kontakt zu den Römern auf, die für jede Hilfe dankbar waren. Da Rom nicht in der Lage war, den Persern effektiven Widerstand zu leisten, fiel die Verteidigung der römischen Orientprovinzen nun Odaenathus von Palmyra zu, der diese Aufgabe mit Erfolg erfüllte und die persischen Truppen auf deren Rückmarsch (Ende 260) schlagen konnte. Bald darauf gingen palmyrenische und römische Truppen zum Gegenangriff über. Über diese Kämpfe scheinen mehrere Geschichtsschreiber berichtet zu haben, von deren Werke aber faktisch nichts erhalten ist; dazu zählen Nikostratos von Trapezunt und Philostratos von Athen.
Schapur konnte seine Siege letztlich kaum ausnutzen. Dass der König in den Jahren nach 260 im Westen eher defensiv agierte (palmyrenische Truppen drangen 262 sogar bis nach Ktesiphon vor), mag auch mit den Operationen Schapurs an der Ostgrenze Persiens zu tun haben, wo sich die Kuschana bemerkbar machten, die Schapur einige Probleme bereiten sollten. Dennoch bleibt festzuhalten, dass die sassanidischen Gebietsgewinne im Westen minimal waren und die Kämpfe auch auf persischer Seite einen hohen Blutzoll gefordert hatten. Die Erfolge gegen Rom hatten die neue Dynastie legitimiert, aber trotz der großen Siege zwischen 244 und 260 konnten die Perser ihr wahrscheinliches Kriegsziel, einen Zugang zum Mittelmeer, nicht erreichen – während es den Römern in den Jahren nach 260 schrittweise gelingen sollte, durch tiefgreifende innere Reformen die wirtschaftliche Leistungsfähigkeit und militärische Schlagkraft der neuen außenpolitischen Lage anzupassen.

## Der Perserkrieg Diokletians
Bis zum Tod Schapurs (270 oder 272) und auch danach herrschte an der römisch-persischen Grenze zunächst Ruhe. Dies lag zum einen an den Wirren im Römischen Reich, die erst unter Kaiser Aurelian weitgehend überwunden werden konnten. Zum anderen hatten auch die Sassanidenkönige genug mit inneren Problemen zu kämpfen, wie dem Aufkommen des Manichäismus, der von Bahram I. und Bahram II. energisch bekämpft wurde. Als Bahram II. zusätzlich damit beschäftigt war, die Rebellion eines gewissen Hormizd im Osten seines Reiches niederzukämpfen, nutzten die Römer unter Kaiser Carus die Gunst der Stunde und fielen 283 in Mesopotamien ein. Sie gelangten bis zur Hauptstadt Ktesiphon, die sogar eingenommen werden konnte, doch dort verstarb Carus, sodass dieser Einfall eine Episode blieb.

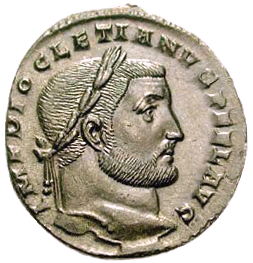
Follis Diokletians; Quelle: CNG Coins.

Unter Kaiser Diokletian, der 284 an die Macht kam, endete die „Krisenzeit“ des römischen Reiches, das in der Folgezeit von Diokletian und den von ihm ernannten Mitkaisern (siehe Römische Tetrarchie) tiefgreifend reformiert und gestärkt wurde. Damit begann die Spätantike. Diokletian beabsichtigte, auch an der römischen Ostgrenze für Ruhe zu sorgen. Es kam 287 zu Verhandlungen mit Bahram II., die mit einer Friedensgarantie für die Grenze endeten. Doch sollte diese Lösung nur vorübergehend sein, denn sobald Diokletian im Inneren des Reiches für Ruhe gesorgt hatte – neben der Grenzsicherung gegen die Germanen mussten auch lokale Aufstände niedergeworfen werden –, wandte er sich wieder den Persern zu. Den vertriebenen armenischen König Trdat III. setzte er 290 wieder in sein Königreich ein, womit aber auch sassanidische Interessen tangiert wurden. Narseh, seit 293 persischer König, reagierte schließlich auf das römische Vorgehen und griff, wohl auch das Vorbild seines Vaters Schapur I. vor Augen, 296 in Armenien ein. Ein wichtiges Motiv war wohl, sich gegenüber dem erstarkenden Römerreich zu behaupten, nachdem das Sassanidenreich in den 270er und 280er Jahren eine Schwächephase, verbunden mit einem zehnjährigen Bürgerkrieg (Bahram II. hatte sich gegen seinen Bruder Hormizd im Osten behaupten müssen), durchlaufen hatte. Diokletian, der damit beschäftigt war, in Ägypten einen Aufstand niederzuschlagen, hatte seinen Caesar (Unterkaiser) Galerius mit der Aufgabe betraut, den persischen Angriff abzuwehren. Zwischen Kallinikos und Karrhai in Mesopotamien erlitt Galerius jedoch 297 (die genaue Chronologie der Ereignisse ist umstritten) eine schwere Niederlage.

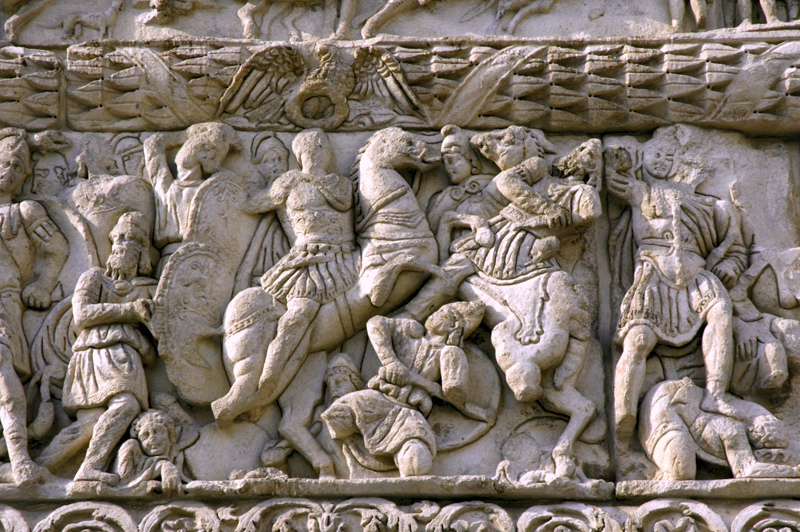
Schlacht bei Satala. Galeriusbogen in Thessaloniki, Griechenland

Diokletian eilte aus Ägypten nach Syrien und war angeblich derart erzürnt über die Niederlage seines Caesars, dass er den mit einem Purpurmantel bekleideten Galerius eine Meile vor seinem Wagen herlaufen ließ. 298 (oder vielleicht noch 297) gingen die Römer wieder in die Offensive. Galerius rückte in Armenien ein, wo das Gelände eine wirksame Entfaltung der gefürchteten persischen Panzerreiterei nicht erlaubte, während Diokletian Truppen nach Mesopotamien führte. Beim armenischen Satala wurde Narseh von Galerius bei einem Überraschungsangriff, der Schlacht bei Satala, entscheidend geschlagen. Sogar der Harem Narsehs fiel den Römern in die Hände, sodass der Großkönig, auch in Sorge um seine Verwandten, um Frieden bitten musste.
Im sogenannten Friede von Nisibis im Jahr 298 (vereinzelt wird in der Forschung auch für das Jahr 299 plädiert) verloren die Sassaniden fünf Provinzen östlich des Tigris sowie das nördliche Mesopotamien mit dem strategisch und wirtschaftlich bedeutenden Nisibis, das auch als einziger Ort bestimmt wurde, an dem in Zukunft Handel zwischen den beiden Großmächten betrieben werden durfte.
Der Sieg Diokletians bedeutete für Rom einen ungeheuren Prestigegewinn. Von den Persern wurden manche der Vertragsbestimmungen, wie die Übergabe von Nisibis und vor allem die Ausdehnung des römischen Einflusses auf das linke Tigrisufer, jedoch offenbar als Erniedrigung empfunden, während es von römischer Seite als Preis für den errungenen Sieg betrachtet wurde. Von persischer Seite wurde Galerius vorgetragen, dass Persien und Rom die beiden großen Mächte der Welt seien und es nicht nötig sei, auf die Vernichtung des jeweils anderen hinzuarbeiten. Die Römer sollten daher das Glück nicht herausfordern. Galerius geriet darüber in Rage und erinnerte an den Tod Kaiser Valerians in der Gefangenschaft (siehe oben). Letztlich sollte der Vertrag nicht dazu beitragen, die bestehenden Spannungen zwischen den beiden Großmächten zu beseitigen, er konnte diese höchstens überdecken. Einige Historiker werten die römischen Friedensbedingungen dennoch als moderat, da Galerius prinzipiell mehr hätte fordern können, doch übersieht diese Wertung wohl, wie demütigend der Vertrag von der persischen Seite gesehen werden musste. Der Ausbruch neuer Kampfhandlungen war somit nur eine Frage der Zeit.

## Rom und Persien zur Zeit Konstantins des Großen: die Folgen der konstantinischen Wende
Diokletian dankte als einziger römischer Kaiser im Jahre 305 freiwillig ab. Das von ihm erdachte Regierungssystem der Tetrarchie, das zwei Senior- (Augusti) und zwei Juniorkaiser (Caesares) vorsah, brach jedoch bereits zu seinen Lebzeiten zusammen. 306 wurde Konstantin, Sohn des gerade verstorbenen Augustus Constantius I., von den Truppen in Britannien, entgegen den Bestimmungen der tetrarchischen Ordnung, zum Kaiser ausgerufen. Bis 312 kontrollierte er den gesamten Westteil des Römischen Reiches und vollzog nun eine religionspolitische Entscheidung von weltgeschichtlicher Bedeutung: die Privilegierung des nur wenige Jahre zuvor verfolgten Christentums. Bis 324 hatte Konstantin seinen letzten Rivalen besiegt und war nun Alleinherrscher des Römischen Reiches.
Die sogenannte konstantinische Wende, also die Begünstigung des Christentums, hatte aber auch Auswirkungen auf das Verhältnis Roms zu Persien. Dort war 309 Schapur II. schon als Säugling zum König erhoben worden. Zunächst befand sich Persien daher in einer Krise. Mitte der 330er Jahre konnte Schapur aber endlich selbstständig die Regierungsgeschäfte führen und sich bald darauf als ein bedeutender Herrscher erweisen. Die Entwicklungen im Römischen Reich mussten den Großkönig beunruhigen, denn viele seiner Untertanen, vor allem in Mesopotamien, waren Christen. Solange die Christen im Römischen Reich verfolgt worden waren, konnte sich der Großkönig ihrer Loyalität weitgehend sicher sein. Nun aber befürchtete er eine Kollaboration der Christen in seinem Reich mit dem römischen Kaiser, der sich nun als Schutzherr der Christenheit verstand und sein Kaisertum mit christlichen Ideen sakral zementierte. Konstantin hatte sein neues Selbstverständnis auch in einem Brief an Schapur zum Ausdruck gebracht.
Nun, wo auch noch zusätzlich Armenien und Iberien unter christlichem Einfluss standen, fühlte sich Schapur bedroht, wohl nicht ganz zu Unrecht. Er sammelte Truppen in Mesopotamien, um die Bestimmungen des Friedensvertrags von Nisibis gewaltsam zu revidieren, und drang in Armenien ein, wo er einen Marionettenkönig auf den Thron setzte. Konstantin sandte daraufhin seinen Sohn Constantius nach Antiochia und seinen Neffen Hannibalianus nach Kleinasien. Das Jahr 336 über wurden Gesandtschaften ausgetauscht; ein Vermittlungserfolg blieb freilich aus, sodass Konstantin zum Perserkrieg rüstete.
Konstantins Pläne für den Fall eines Sieges sind nicht ganz eindeutig. Hannibalianus sollte wohl als rex regum et Ponticarum gentium Klientelkönig von Armenien werden; vielleicht beabsichtigte Konstantin aber auch, das ganze Perserreich zu erobern und es ebenfalls zu einem römischen Klientelstaat zu machen. Unabhängig davon, welche Pläne Konstantin hatte (ganz zu schweigen davon, wie realistisch sie waren) – sein Tod am 22. Mai 337 machte alle Überlegungen überflüssig, da der geplante Perserkrieg nicht stattfand. Konstantins Söhne sollten nach der Säuberung von 337 in einen blutigen und Jahre andauernden Machtkampf verwickelt werden. An dessen Ende sollte Constantius ab 353 das Gesamtreich regieren. Er musste sich seine gesamte Regierungszeit hindurch vor allem mit einem Gegner beschäftigen: Schapur II., der nach dem Tod Konstantins die Kampfhandlungen fortsetzte und Rom Jahrzehnte in Atem halten sollte, wobei der von Ammianus Marcellinus angeführte Grund, die sogenannten „Lügen des Metrodoros“, allerdings nicht glaubhaft ist.

## Krieg zwischen „Brüdern“: Constantius II. und Schapur II.
Schapur II. nutzte die Wirren im Römischen Reich nach dem Tod Konstantins aus und drang in das römische Mesopotamien ein. Sein Ziel war es, Nisibis wiederzugewinnen, doch scheiterte die erste Belagerung im Jahr 337 (oder 338). Zwei weitere Belagerungen sollten in den Jahren 346 und 350 folgen, ohne dass es den Persern gelang, die Stadt zu erobern. Gleichzeitig intervenierte der Großkönig in Armenien. Eine innenpolitische Maßnahme war der Beginn einer Christenverfolgung in Persien, die aus politischen, nicht aber aus religiösen Gründen motiviert war. 338 ging Constantius II., nunmehr Kaiser im Osten des Römischen Reiches, gegen Schapur vor. Speziell aus Anlass des neuen Perserkriegs verfasste ein anonymer Autor das Werk Itinerarium Alexandri, dessen Anfang erhalten ist und das den Kaiser auffordert, es Alexander dem Großen gleichzutun und Persien zu erobern.
Offenbar versuchte Constantius, offene Feldschlachten zu vermeiden. Sein Plan war vielmehr, dass sich Schapurs Angriffe an dem Festungsring brechen sollten, der Roms orientalische Provinzen schützte. Das römische Festungssystem basierte auf dem Halten strategisch wichtiger Städte, die die umliegenden Festungen versorgten. Eine Schlüsselrolle in diesem System hatte Nisibis inne, woraus sich auch Schapurs wiederholte (erfolglose) Versuche erklären, die Stadt zu erobern. Wenigstens einmal stießen die Römer aber auch auf persisches Gebiet vor.
344 kam es bei Singara doch zu einer Feldschlacht. Für Constantius, der Panzerreiterei nach persischem Vorbild einsetzte, schien der Sieg bereits zum Greifen nahe zu sein, als seine Soldaten undiszipliniert nach vorne stürmten und geschlagen wurden. Wohl unzutreffend ist hingegen die Annahme der älteren Forschung, dass in der Schlacht ein persischer Kronprinz namens Narseh fiel. Dieses Erlebnis dürfte den Kaiser in seinem defensiven Vorgehen nur noch bestärkt haben. Dabei ist auch zu beachten, dass Constantius immer nur über einen Teil des römischen Gesamtheeres verfügte; der Rest wurde von seinen beiden Brüdern – bzw. seit dem Tod Konstantins II. 340 nur noch von Constans – im Westen beansprucht und blieb ihm somit vorenthalten. Doch auch Schapur hatte mit Problemen zu kämpfen: Im Osten seines Reiches brachen Barbaren aus der Steppe Mittelasiens ein, die Chioniten (den Vorläufern der sogenannten iranischen Hunnen). Deren Invasion bewirkte eine Waffenruhe von mehreren Jahren, die Constantius ausnutzte, um sich nach dem Tod seiner Brüder bis zum Jahr 353 die Herrschaft über das Gesamtreich zu sichern.
358 kam es zu Verhandlungen zwischen Constantius und Schapur. Über deren Inhalt sind wir durch den Historiker Ammianus Marcellinus recht gut informiert. Ammianus, der als Offizier an den folgenden Kämpfen teilnahm, verfasste gegen Ende des 4. Jahrhunderts seine Res gestae, das letzte große lateinische Geschichtswerk der Antike. Es beinhaltet eine detaillierte und zuverlässige Beschreibung des letzten Perserkriegs Constantius’, und ebenso einen bemerkenswerten Bericht über die Verhandlungen:
„Ich, König der Könige, Sapor [Schapur], Gefährte der Sterne, Bruder von Sonne und Mond, entbiete dem Caesar Constantius, meinem Bruder, alles Gute.“
Antwort des römischen Kaisers: „Ich, Sieger zu Wasser und zu Lande, Constantius, immer der erhabene Augustus, entbiete meinem Bruder, dem König Sapor, alles Gute.“
Schapur forderte den Kaiser in dem Schreiben auf, auf weite Teile Mesopotamiens sowie auf Armenien, wo sich die pro-römische Partei wieder durchgesetzt hatte, zu verzichten. Constantius dachte verständlicherweise gar nicht daran, freiwillig römisches Territorium aufzugeben. Am Ende bedeutete dies, dass es wieder zum Kampf kommen würde. Doch die überlieferten Anreden machen auch eines deutlich: Obwohl Rom und Persien teils erbittert gegeneinander kämpften, so war das gegenseitige Denken doch von einer prinzipiellen Gleichwertigkeit bestimmt. Man war zwar Gegner, achtete den anderen aber dennoch.

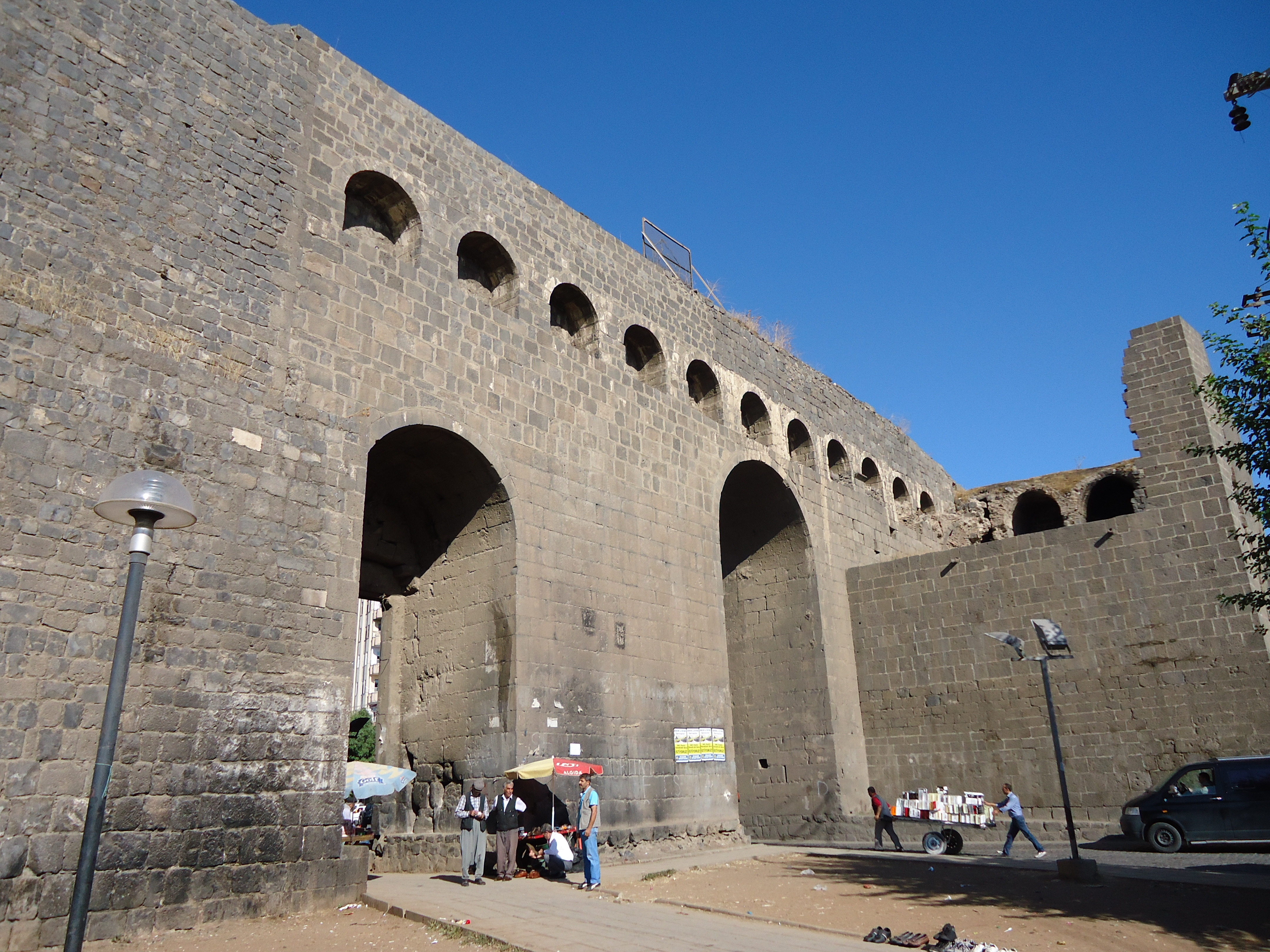
Westtor Amidas mit Resten der spätantiken Befestigung

Dies hielt Schapur freilich nicht davon ab, 359 die Kampfhandlungen erneut zu eröffnen, wozu er auch von einem römischen Überläufer namens Antoninus ermuntert wurde. Schapur, in dessen Gefolge nun chionitische Hilfstruppen unter Führung ihres Königs Grumbates auftauchen, hatte aber aus den vergangenen Kämpfen eines gelernt: Ein direkter Angriff auf die Festungen im römischen Mesopotamien würde wenig Aussicht auf Erfolg haben. So umging er sie mit seinem Heer (angeblich 100.000 Mann) und stieß überraschend gegen Amida vor. Diese Festung, die die Römer unlängst massiv ausgebaut hatten, musste er einnehmen, denn dort standen wenigstens sieben Legionen mit Hilfstruppen (was mindestens 7.000 Mann entsprach), die ihm ansonsten erhebliche Probleme bereiten konnten. Die Belagerung von Amida erwies sich jedoch als schwieriger als erwartet; die Festung fiel erst nach 73 Tagen, in deren Verlauf Schapur ebenfalls hohe Verluste zu beklagen hatte. Eine Folge des Verlusts der Festung Amida war die Abberufung des römischen Generals Ursicinus, der aber schon zu Beginn der persischen Invasion nicht eigenständig, sondern unter dem Kommando des Sabinianus operiert hatte. Schapur gelang im folgenden Jahr auch die Einnahme der strategisch wichtigen Städte Singara und Bezabde. Weitere Vorstöße hatten jedoch keinen Erfolg, sodass sich Schapur, vielleicht auch durch einen ungünstigen Orakelspruch beeinflusst, 360 zurückzog.
Constantius konnte aufatmen, sah aber auch, dass die Bedrohung noch nicht vorbei war. So forderte er aus Gallien von seinem Verwandten Julian, der seit 355 dort als Caesar fungierte, zusätzliche Truppen an. Bei Eintreffen der betreffenden Befehle weigerten sich jedoch die gallischen Truppen, dem Befehl nachzukommen, da sie fürchteten, im Perserkrieg sinnlos geopfert zu werden: Sechs der sieben in Amida aufgeriebenen Legionen waren erst kurz zuvor aus Gallien nach Mesopotamien verlegt worden. So erhoben die Soldaten Julian 360 zum neuen Augustus, wobei der Verdacht nicht unbegründet ist, dass die Erhebung von Julian, der ohnehin kein gutes Verhältnis zu seinem Vetter Constantius hatte, inszeniert wurde. Julian rüstete nun zum Bürgerkrieg (möglicherweise wollte Schapur auch den sich anbahnenden Bürgerkrieg im Imperium abwarten und hatte sich deshalb zurückgezogen), der dem Reich aber durch den Tod Constantius’ II. am 3. November 361 in Kilikien erspart wurde.

## Julians Perserkrieg: Ein Abenteuer endet in der Katastrophe

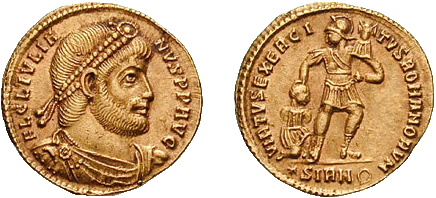
Solidus des Julian um das Jahr 361. Auf der Rückseite wird die militärische Stärke des römischen Imperiums dargestellt.

Julian trat die Nachfolge des Constantius an. Er wollte einen Persienfeldzug unternehmen und damit wohl jegliche Gefahr, die von den Sassaniden ausging, ausschalten. Zu diesem Zweck reiste der Kaiser im Sommer 362 nach Antiochia am Orontes, um dort den Feldzug vorzubereiten. Im Gegensatz zu Constantius standen ihm alle Truppen des Reiches zur Verfügung.
Welche Gründe Julian zum Perserkrieg trieben, ist in der Forschung immer wieder diskutiert worden, wobei manche Forscher generell bezweifeln, dass Julian einen klaren Plan gehabt hätte. Eine wirkliche Notwendigkeit für eine derartige Offensive war jedenfalls nicht gegeben: Die Perser wollten sogar mit Julian in Verhandlungen treten, was dieser jedoch ablehnte. Ein oft angeführtes Argument ist die von Julian beabsichtigte Alexander-Imitatio, also die Nachahmung des großen Alexander. Tatsächlich berichtet Ammianus über ein solches Motiv, zumal Alexander ohnehin für jeden General, der gegen Persien aufbrach, ein unausweichliches Vorbild darstellte. Zudem war Julian ursprünglich ein Usurpator, dessen Herrschaft daher mit einem gewissen Legitimationsdefizit behaftet war; wollte er Rückhalt für sein umfangreiches Reformprogramm gewinnen, war ein großer Sieg über die Perser – ganz unabhängig von der Frage der Alexander-Imitatio – der beste Weg zu militärischem Prestige. Wäre es ihm gelungen, in Armenien und Persien Herrscher von Roms Gnaden einzusetzen (s. u.), hätte er sich in eine Reihe mit Kaisern wie Trajan und Diokletian stellen und so innenpolitischen Widerständen souverän begegnen können.
Noch ein weiteres realpolitisches Motiv kommt für Julian in Frage, nämlich die Sicherung des Zusammenhalts der Armee. Dieser war ganz und gar nicht gewährleistet, schließlich hatten die Soldaten des gallischen Feldheeres den Truppen aus dem Osten beinahe im Bürgerkrieg gegenübergestanden. Mehrere der führenden Offiziere des gallischen Heeres waren ebenso wie der Kaiser Heiden, wie etwa Dagalaifus oder Nevitta, während die Mehrzahl der Offiziere aus dem Osten bereits aus Christen bestand. Man mag auch darüber spekulieren, inwiefern die Offiziere des Ostheeres, die schließlich bereits ausgiebig Erfahrung im Kampf gegen die Perser hatten, skeptisch bezüglich einer offensiven Kriegsführung waren. Die Kriegsbegeisterung Julians wurde jedenfalls nicht von all seinen Soldaten geteilt. Dies belegen die Hinrichtungen von Offizieren und die Dezimierungen ganzer Truppenteile, die während des späteren Feldzugsverlaufs notwendig wurden.

Julians Persienfeldzug 363.

Julian brach am 5. März des Jahres 363 von Antiochia nach Osten auf. Über die Stärke des Heeres existieren in den Quellen unterschiedliche Angaben. Es handelte sich jedenfalls um eine der größten römischen Militäraktionen der Spätantike (Näheres siehe unten). Der Kaiser hatte den König von Armenien beauftragt, ihn mit Vorräten und Hilfstruppen zu versorgen. In Hierapolis nahm Julian auch Kontakt zu den Arabern auf. Anschließend marschierte er den Fluss Euphrat entlang nach Süden. Anfang April verließ das Heer römisches Gebiet. In Julians Begleitung befand sich unter anderem Hormizd (Hormisdas), ein Mitglied der persischen Königsfamilie, der vor Jahren schon nach Rom geflohen war und als Ratgeber Julians diente. Nach Ansicht mancher Forscher war der Prinz für den Fall eines Sieges als neuer Perserkönig von Roms Gnaden vorgesehen.
Über den Verlauf des Feldzugs liegt mit dem Bericht des Ammianus Marcellinus (Buch 23–25) eine detaillierte und zuverlässige Darstellung vor. Ammianus berichtet von bösen Vorahnungen, die den Kaiser geplagt haben sollen, als er in Karrhai Station machte. Julian beschloss, einen Teil seines Heeres (nach Zosimos, der um 500 eine heidnisch gefärbte Geschichte Roms schrieb, lag die Truppenstärke bei 18.000 Mann, vielleicht waren es aber auch mehr) unter der Führung seines Verwandten Procopius und des comes Sebastianus dem armenischen König Arsakes zur Unterstützung zu schicken und in Nordmesopotamien zu operieren, während er mit der Hauptmacht von etwa 65.000 weiter auf Ktesiphon zumarschieren wollte. Im weiteren Verlauf des Feldzugs eroberte Julian mehrere feindliche Städte und Festungen. Beunruhigen musste den Kaiser jedoch, dass vom persischen Feldheer noch keine Spur zu sehen war. Die Perser beschränkten sich darauf, mit Überfällen das römische Heer nicht zur Ruhe kommen zu lassen und den Römern den Zugriff auf größere Vorratslager zu verwehren.
Ende Mai 363 erreichte das römische Heer endlich die persische Hauptstadt Ktesiphon am Tigris. Bald wurde den Offizieren aber klar, dass ein Angriff auf die befestigte Stadt keine Aussicht auf Erfolg hatte, zumal irgendwann auch Schapur mit dem persischen Hauptheer eintreffen würde. Julian traf nun eine folgenschwere Entscheidung: Da den Römern das nötige Belagerungsgerät fehlte, um Ktesiphon in absehbarer Zeit einzunehmen, und man andererseits nicht auf der ursprünglichen Route nach Hause zurückkehren konnte – nun rächte es sich, dass die Römer auf dem Hinweg geplündert und die Perser eine Politik der verbrannten Erde betrieben hatten –, wollte er ins Binnenland ausweichen, um sich so mit der in Nordmesopotamien stehenden römischen Armee zu vereinen. Würde Schapur ihnen nachsetzen, könnte er ihn immer noch vernichten und würde nicht Gefahr laufen, zwischen dem persischen Heer und der Festung Ktesiphon eingekesselt zu werden. Die römischen Offiziere waren von dem Plan nicht überzeugt, aber der Kaiser hatte das letzte Wort, sodass man Anfang Juni das Lager abbrach und sich ins Landesinnere aufmachte. Auch die begleitende Flotte wurde verbrannt, was sich im Nachhinein als ein schwerer Fehler Julians erweisen sollte, denn nun konnte an einen Flussübergang nicht mehr gedacht werden. Ammianus beschreibt eindringlich die Strapazen des Rückzugs, der noch durch die hohen Temperaturen, Mücken und die mangelhafte Versorgungslage erschwert wurde. Die Stimmung im Heer war an einem Tiefpunkt angelangt.
Auf dem Rückmarsch tauchte nun das persische Hauptheer auf, das sich inzwischen gesammelt hatte. In der Schlacht von Maranga konnten sich die Römer noch behaupten, doch Julian verstarb am 26. Juni aufgrund einer in der Schlacht erlittenen Verwundung. Daraufhin wählte ein Offizierskollegium nach längeren Debatten den Gardeoffizier Jovian zum neuen Kaiser. Jovian befand sich in einer militärisch kaum haltbaren Situation. Die Zeit drängte, denn die Versorgungslage verschlechterte sich immer mehr, während die Perser ihre Angriffe intensivierten. Das römische Heer drohte, völlig aufgerieben zu werden. Da bequemte sich Schapur II. plötzlich zu Verhandlungen; offenbar wollte er die günstige Situation ausnutzen. Jetzt gelang ihm auf dem Verhandlungsweg das, was ihm im Krieg misslungen war: Die Römer traten im Frieden von 363 notgedrungen Nisibis, Singara, die Gebiete jenseits des Tigris und 15 Festungen an Persien ab. Die Erwerbungen Diokletians (siehe oben) gingen wieder an Persien über, und Schapur sah sich am Ziel. Für die Römer hingegen stellte der Vertrag einen Schmachfrieden dar, wenngleich die Kritik an Jovian hier fehlgeleitet ist; die Situation ist vielmehr Julians Scheitern anzulasten, woraus Jovian retten konnte, was noch zu retten war. Den Römern ging nun mit Nisibis ein wichtiger Grundpfeiler ihres Verteidigungssystems verloren. Die Grenze lag im Wesentlichen wieder dort, wo sie vor 298 gewesen war. Die offizielle Aufgabe von Reichsgebiet war eine seltene Ausnahme – zumeist erfolgte sie höchstens de facto, aber nicht de iure. Allerdings sollte sich in der Folgezeit zeigen, dass beide Seiten grundsätzlich mit dem Grenzverlauf leben konnten.
Julians Perserkrieg hatte in einer Katastrophe geendet. Der Kaiser hatte offensichtlich die klimatischen und geographischen Verhältnisse im Perserreich völlig falsch eingeschätzt und sich zusätzlich zu einigen wenig klugen Entscheidungen hinreißen lassen. Persien war eben nicht Gallien, wo Julian seine militärischen Erfolge gefeiert hatte, und die sassanidischen Panzerreiter waren ein ganz anderer Gegner als die Alamannen. Obwohl die Beziehungen zwischen Rom und Persien sich in den folgenden Jahren etwas entspannten und es zu einer Phase der friedlichen Koexistenz kam – vergessen sollten die Römer den Frieden von 363 nie. Bei allen nachfolgenden Kampfhandlungen galt daher zunächst auch der Rückeroberung von Nisibis die höchste Priorität.

## Frieden mit Unterbrechungen: die Kriege des 5. Jahrhunderts

Der römisch-persische Grenzraum um 400.

In der Regierungszeit von Kaiser Valens kam es ab 369/70 zu Kämpfen in Armenien, wo Schapur II. versuchte, die persische Oberhoheit durchzusetzen. Eine römische Armee drang in Armenien ein und setzte den alten König Pap wieder ein. In den folgenden Jahren ließ die Intensität der Kampfhandlungen nach. Dies war zum einen darauf zurückzuführen, dass Valens auch gegen die Goten zu kämpfen hatte (gegen die er 378 fiel, siehe auch Völkerwanderung), zum anderen verstarb Schapur 379. Seine unmittelbaren Nachfolger regierten nur kurze Zeit. Um 400 herrschte dann zwischen Rom und Persien eine seltene Eintracht. Der Hauptgrund dafür war, dass das „Armenienproblem“ vorläufig gelöst worden war. In der Regierungszeit Kaiser Theodosius’ I. war es (wahrscheinlich 387) zu einer Vereinbarung gekommen, wonach Persien den Großteil Armeniens erhielt (so genanntes Persarmenien), während sich Rom mit rund einem Fünftel des Landes begnügte. Der Vertrag sorgte für eine Grenzbereinigung, die auch für Rom vorteilhaft war, da genau jener Teil Armeniens, der für die römische Verteidigung wichtig war, an den Kaiser fiel. Gut 200 Jahre lang (bis 591) blieb die Grenzziehung in dieser Region daher im Wesentlichen unverändert.
Da 363 und 387 somit in Mesopotamien und Armenien territoriale Regelungen getroffen worden waren, mit denen beide Seiten grundsätzlich zufrieden waren, kam es ab etwa 400 zu einer Entspannung des römisch-sassanidischen Verhältnisses. Hinzu kam wohl, dass die Kaiser seit 395 nicht mehr persönlich als Feldherren fungierten und daher meist Interesse an Deeskalation und diplomatischen Lösungen hatten, um nicht ehrgeizigen Generälen den Ruhm eines großen Persersieges zugestehen zu müssen. Die Sassaniden richteten ihr Hauptaugenmerk derweil auf die Nordostgrenze ihres Reiches. Die gegenseitigen Beziehungen scheinen daher nun so gut gewesen zu sein, dass der römische Historiker Prokopios von Caesarea noch im 6. Jahrhundert eine Anekdote überlieferte, wonach der oströmische Kaiser Arcadius im Jahr 408 angeblich auf dem Totenbett seinen kleinen Sohn Theodosius II. dem Schutz des persischen Großkönigs Yazdegerd I. anvertraut hatte. Der Kirchenhistoriker Sokrates, der eine nicht unwichtige Quelle für das 5. Jahrhundert darstellt, beschrieb Yazdegerd als einen toleranten und den Christen freundlich gegenüberstehenden Monarchen. Yazdegerds tolerante Religionspolitik hatte wohl auch einen maßgeblichen Anteil an den guten Beziehungen der beiden Großmächte; zugleich bestimmte in Konstantinopel bis 414 der Prätorianerpräfekt Anthemius die Politik, der sich um gute Beziehungen mit Persien bemühte.

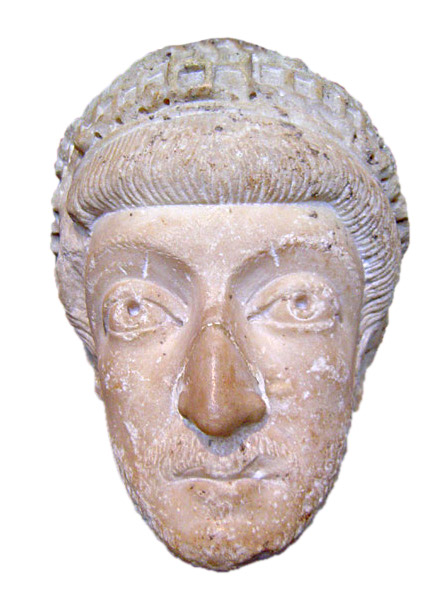
Theodosius II. (Benennung unsicher)

Dennoch brach spätestens 420/21 erneut ein Krieg zwischen Ostrom und Persien aus, nachdem es vielleicht bereits um 416 erste Kämpfe gegeben hatte. Der Hauptgrund stellte die Verfolgung von Christen im Perserreich dar: Die dortigen Christen hatten, wohl aufgrund einer Fehleinschätzung der toleranten Politik Yazdgerds, eine recht umfassende Missionierung begonnen, die den zoroastrischen Priestern ein Dorn im Auge war. Zuletzt kam es so weit, dass sogar ein zoroastrischer Feuertempel von Christen zerstört worden war und sich der verantwortliche Bischof weigerte, ihn wieder aufzubauen, woraufhin Yazdegerd I. eingreifen musste. In seinen letzten Lebensmonaten ging er reichsweit gegen die Christen vor; wenn es das Ziel des Königs gewesen sein sollte, sich durch eine Förderung des Christentums von den zoroastrischen Magiern zu emanzipieren, so hatten Übermut und Intoleranz der persischen Christen dieses Projekt vereitelt. Mehrere von diesen flohen jedoch auf römisches Territorium, wo ihnen Kaiser Theodosius II. Schutz gewährte. Die Augusta Aelia Pulcheria, die mächtige Schwester des Kaisers, hat dabei möglicherweise am Hof eine Art „Kreuzzugsstimmung“ verbreitet, und so kam es erstmals seit gut 30 Jahren wieder zu Kampfhandlungen zwischen kaiserlichen und sassanidischen Truppen.
Yazdegerd verstarb Ende 420 oder Anfang 421; in dem nachfolgenden Thronkampf setzte sich schließlich sein Sohn Bahram V. durch, der den Krieg gegen Ostrom fortsetzte. Einzelheiten sind aufgrund der schlechten Quellenlage kaum zu rekonstruieren. Bahram, eine der schillerndsten Persönlichkeiten auf dem sassanidischen Thron, führte das persische Heer jedenfalls persönlich gegen die römische Festung Theodosiopolis in Armenien, doch scheiterte sein Angriff. Dafür konnte er aber mit Hilfe seiner arabischen Verbündeten, der Lachmiden, die römische Belagerung von Nisibis aufheben, bevor die Araber beim Vorstoß auf Antiochia am Orontes eine schwere Niederlage erlitten. Die Römer, die mit frischen Truppen verstärkt wurden, konnten sich auch in der Folgezeit behaupten, der römische Feldherr Areobindus tötete angeblich sogar einen persischen General im Zweikampf, und die Römer schlugen in einer größeren Schlacht an unbekanntem Ort auch die sassanidische Elitetruppe der „Unsterblichen“. Insgesamt aber verliefen die Kämpfe ergebnislos, da die Kräfteverhältnisse zu ausgeglichen waren. Schon 422 kam es daher zu einem Friedensvertrag, in dem sich beide Seiten verpflichteten, Christen und Zoroastrierern jeweils die freie Ausübung ihres Glaubens zu gestatten. Zusätzlich sollten die Römer den Persern Hilfsgelder für die Sicherung der Kaukasuspässe gegen die Hunnen zahlen, die beide Seiten als Feinde ansahen. Faktisch lief dies darauf hinaus, dass die Römer den Persern tributpflichtig wurden (die gezahlten Summen waren allerdings eher unbedeutend). Die kaiserliche Propaganda gab sich allerdings alle Mühe, diesen Eindruck zu vermeiden.
Wohl 441 brach Bahrams Sohn und Nachfolger Yazdegerd II. den Vertrag, wahrscheinlich aufgrund des Ausbleibens der kaiserlichen Jahrgelder, und fiel in römisches Gebiet ein. Yazdegerd strebte vermutlich danach, als frisch gekrönter König sein Prestige durch einen militärischen Erfolg gegen die Römer zu vergrößern; die Situation war günstig, da Theodosius II. soeben Truppen gegen die Vandalen entsandt hatte, um Westrom zu unterstützen. Diese Operation wurde aufgrund der persischen Attacke abgebrochen. Der Kaiser schickte seinen magister militum Anatolius zum Großkönig, der schon nach wenigen Wochen die Einstellung der Kampfhandlungen erreichen konnte, da die Römer sich zu hohen Geldzahlungen bereitfanden, so dass man bald zum Status quo zurückfand, zumal sich Yazdegerd II. nun der Bedrohung durch die Hephthaliten an seiner Nordostgrenze ausgesetzt sah. Allerdings wurde im Friedensvertrag wohl auch festgelegt, dass beide Seiten keine Festungen an der gemeinsamen Grenze errichten durften. Beide Kriege blieben eher Episoden in den ansonsten erstaunlich friedlichen Beziehungen zwischen Rom und Persien im 5. Jahrhundert. Als die Sassaniden um 450 einen Aufstand christlicher Armenier niederschlugen, ließ ihnen Kaiser Markian durch Gesandte ausdrücklich zusichern, die Römer würden sich in den Konflikt nicht einmischen. Um 467 kam es zwar aufgrund von Streitigkeiten im Kaukasusraum zu einer Krise und zur Entsendung von Truppen beider Seiten, doch konnte der Konflikt diplomatisch beigelegt werden. Die Römer unterstützten König Peroz I. um 480 finanziell in seinen Kämpfen gegen die Hephthaliten (wenn auch vielleicht nicht ganz freiwillig). Insgesamt profitierten beide Großmächte vom weitgehend friedlichen Verhältnis zueinander, das es ihnen ermöglichte, sich den schweren Bedrohungen zu widmen, denen beide während des 5. Jahrhunderts an anderen Fronten ausgesetzt waren. Das 6. und frühe 7. Jahrhundert hingegen sollte von einem fast permanenten Kriegszustand geprägt sein, wobei der Konflikt beide Mächte schließlich an den Rand des Zusammenbruchs führte.

## Das 6. Jahrhundert

### Die Kriege Kavadhs I.

Der römisch-persische Grenzraum um 500.

Die langandauernde Friedenszeit des 5. Jahrhunderts fand 502 ein Ende, als der persische Großkönig Kavadh I. auf römisches Gebiet vorstieß. Den Hauptgrund für das kriegerische Vorgehen Kavadhs stellte wohl die angespannte innenpolitische Lage in Persien dar. Dort hatte Kavadh gegen erhebliche Widerstände zu kämpfen gehabt und seinen Thron nur mit Hilfe der Hephthaliten behaupten können, zumal die sozialrevolutionäre Sekte der Mazdakiten einige Probleme bereitete. Kavadh hatte laut der Chronik des Josua Stylites, die detailliert über den Krieg berichtet, vom oströmischen Kaiser Anastasius Gelder gefordert, die der Kaiser aber nicht gewillt war zu zahlen. Kavadh versammelte ein großes Heer, von dem die Römer glaubten, es solle Unruhen in Persarmenien unterdrücken, griff im Herbst 502 überraschend an, eroberte Theodosiopolis im römischen Teil Armeniens und begann mit der Belagerung von Amida, das im Januar 503 zum zweiten Mal nach 359 in persische Hand fiel und mit einer sassanidischen Garnison versehen wurde.

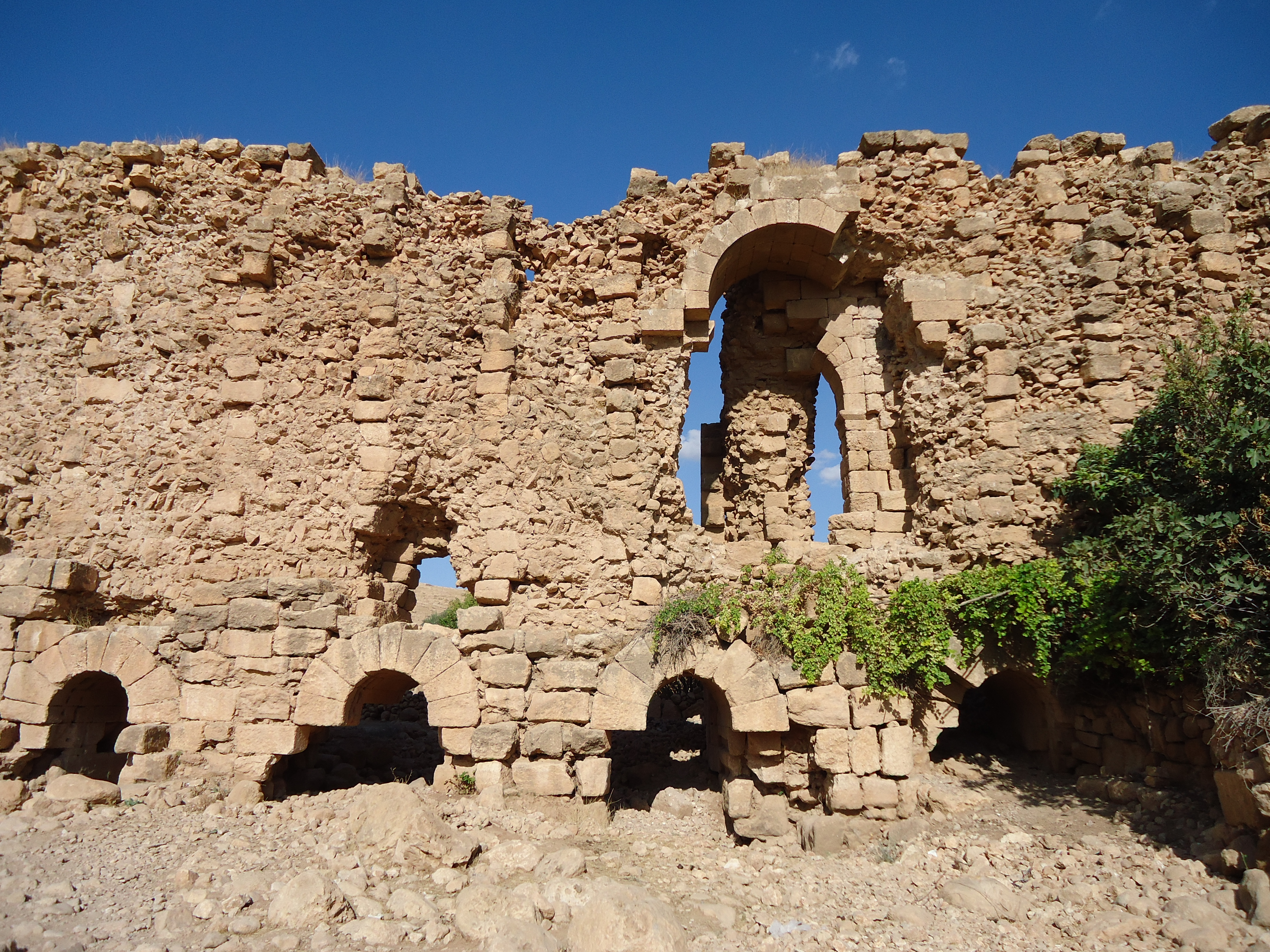
Die justinianische Stadtmauer von Dara-Anastasiopolis mit Durchlässen für den Fluss

Kaiser Anastasius, der zunächst verhandeln wollte, entsandte 503 eine für spätrömische Verhältnisse gewaltige Armee von 52.000 Mann gegen die Perser. Da den oströmischen Truppen eine einheitliche Führung fehlte, agierten sie erfolglos: Ein Heer von nur 12.000 Mann wurde in Mesopotamien besiegt, während ein zweites Heer von 40.000 Mann bei Amida zurückgeschlagen wurde. Die Niederlage wurde insbesondere Flavius Hypatius, einem Neffen des Kaisers, angelastet. Das römische Edessa wurde daraufhin von Kavadh ohne Erfolg belagert.
Anastasius ernannte nach den Rückschlägen einen neuen Oberkommandierenden für die Ostgrenze; dabei handelte es sich um den Illyrer Celer, den magister officiorum. Dieser fiel 503 mit seinen Truppen in die Landschaft Arzanene ein und operierte dort erfolgreich, während ein weiteres römisches Heer Persarmenien verwüstete. Celer scheint mit seinen Truppen zuletzt bis in die Umgebung von Ktesiphon gelangt zu sein, wo er auf der Eisernen Brücke den Euphrat überquerte und das Land plünderte. 505 konnte Amida zurückgekauft werden, dessen persische Besatzung der römischen Belagerung zwei Jahre lang widerstanden hatte. Kavadh, der im Osten mit den Hephthaliten zu kämpfen hatte, schloss 506 einen Waffenstillstand mit dem Kaiser, der auf 7 Jahre befristet war, aber gut 20 Jahre halten sollte. Für die Römer waren die Operationen in Mesopotamien eine Lehre gewesen, dass die Perser mit dem Besitz der starken Festung Nisibis dort im Vorteil waren. So ließ der Kaiser nun mit Dara-Anastasiopolis ein ähnlich starkes Bollwerk errichten, was den Persern freilich kaum gefiel (die Römer verstießen damit gegen den Vertrag von 422 oder 441) und ein Grund für den Krieg war, der 526 ausbrach. Ob Anastasius den Frieden auch mit Tributen an die Sassaniden erkaufte, ist wahrscheinlich, aber angesichts der Quellenlage ungewiss.
Der 526 ausbrechende zweite Krieg Kavadhs gegen Ostrom entsprang primär den Machtansprüchen der beiden Großmächte im Kaukasusraum. Dort wurde das kleine Königreich Lasika von Konstantinopel, wo inzwischen Justin I. regierte, umworben, was die persische Interessensphäre empfindlich tangierte, zumal sich die Römer auch als Schutzherren der Christen im persischen Iberien verstanden. Der Lasenkönig Tzath reiste 521/22 nach Konstantinopel, wurde dort getauft und mit einer Christin verheiratet, was von den Persern zu Recht als Zeichen einer Verbundenheit mit Konstantinopel ausgelegt wurde. Als dann die Perser versuchten, die christlichen Iberer zum Zoroastrismus zu bekehren, bat der Ibererkönig Gurgenes Kaiser Justin um Hilfe, und es kam zum Krieg, der sich vor allem auf die Kaukasusregion sowie auf den mesopotamischen Grenzraum konzentrierte; der Krieg dauerte auch nach dem Tod Justins 527 weiter an. Kavadh forderte nun wiederholt nicht nur Iberien, sondern auch die Zerstörung der Festung Dara und jährliche römische Zahlungen von 500 Goldpfund.

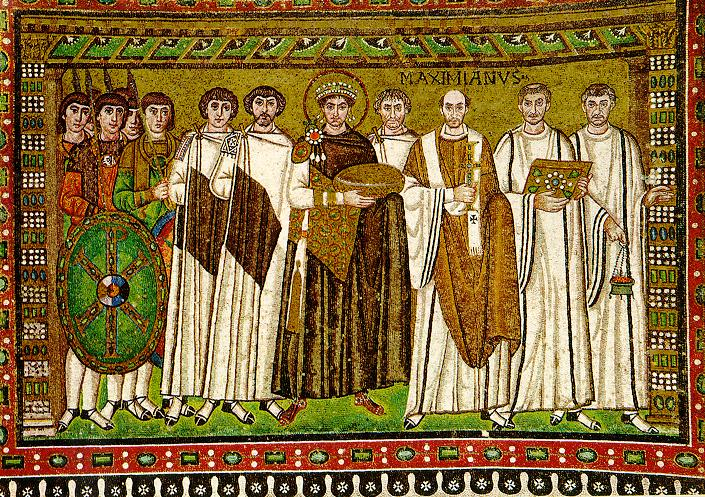
Justinian I., Mosaik aus San Vitale in Ravenna

Justins Nachfolger, sein Neffe und Vertrauter Justinian, gilt als einer der bedeutendsten spätantiken Herrscher. Er sollte Ostrom noch einmal zu Glanz verhelfen, wenn auch die langen Kriege an vielen Fronten das Reich letztlich viel Kraft kosteten. Für Justinians „Perserkriege“ steht uns mit den Historien (oder Kriegsgeschichten) des Historikers Prokopios von Caesarea eine hervorragende Quelle zur Verfügung; an ihn schloss Agathias an. Justinians Generäle Sittas und Belisar operierten zunächst recht erfolgreich. Nach Rückschlägen bei Thannuris im Jahr 528, siegte Belisar etwa 530 souverän bei Dara in Mesopotamien, unterlag aber im folgenden Jahr bei Callinicum und wurde daher vom Kaiser abberufen. Sittas wurde zum magister militum von Armenien bestellt – ein neues Amt, das die gestiegene Bedeutung dieses Raums verdeutlicht –, wo er geschickt agierte. Außerdem konnte Justinian das unter Anastasius begründete Bündnis mit den Ghassaniden weiter festigen. Dennoch gelang es keiner Seite, die Oberhand zu gewinnen.
Da verstarb 531 Kavadh, der im selben Jahr, wie schon 529, noch seine arabischen Verbündeten gegen die Römer mobilisiert hatte. Kavadh folgte sein Lieblingssohn Chosrau (auch Chosroes oder Husrav genannt) nach.
Der neue König Chosrau I. schloss 532 den mit der hohen (aber einmaligen) römischen Zahlung von 11.000 Goldpfund verbundenen so genannten Ewigen Frieden mit Justinian, welcher dafür den Sitz des römischen magister militum per Orientem, der für die Verteidigung der Ostgrenze verantwortlich war, von Dara (das nicht aufgegeben wurde, sondern fortan Standort des dux Mesopotamiae war) nach Constantia verlegen sollte. Die in den zurückliegenden Kämpfen jeweils eroberten Festungen wurden wieder getauscht. Justinian nutzte den Frieden im Orient und engagierte sich im Westen, wo Belisar in den folgenden Jahren das Vandalenreich in Nordafrika vernichtete und in das Ostgotenreich in Italien einfiel. Wie trügerisch die Ruhe an der Ostgrenze in Wirklichkeit war, zeigte sich 540, als Chosrau den Friedensvertrag brach und mit einem großen Heer in Syrien einfiel.

### Chosrau I. Anuschirvan – Ostrom in der Defensive

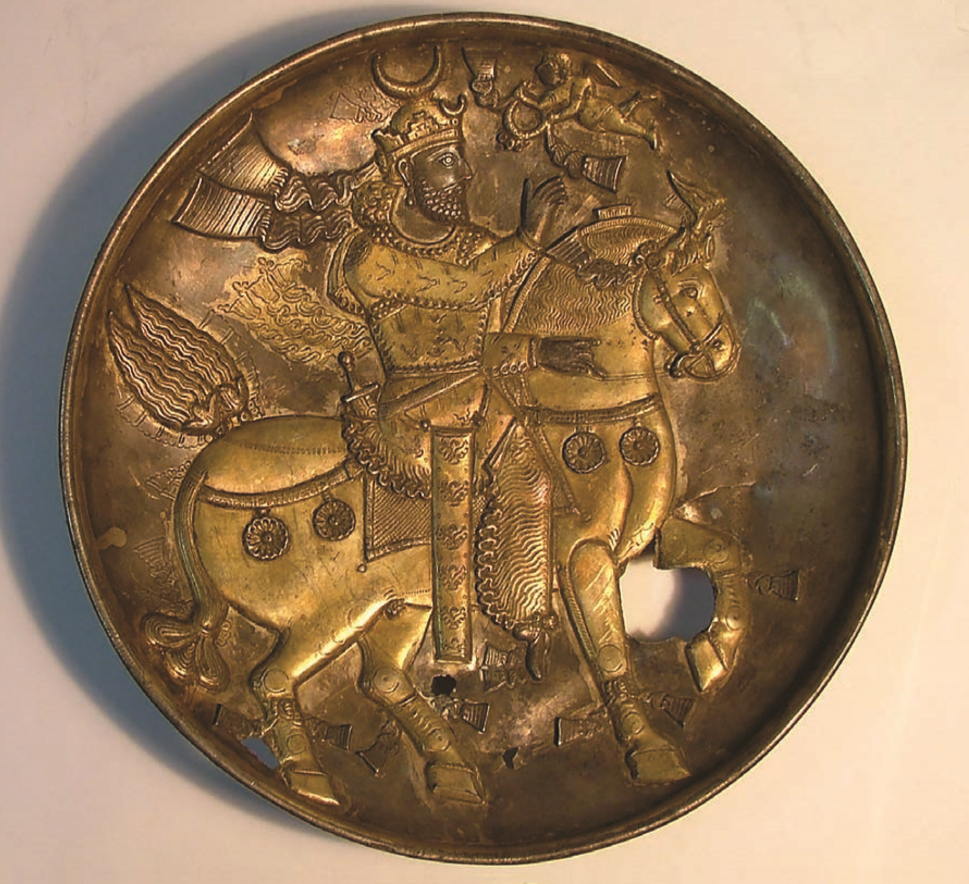
Darstellung Chosraus I., iranisches Nationalmuseum, Teheran

Chosrau I. war wohl der bedeutendste Herrscher auf dem Thron von Ktesiphon. Er wurde zum großen Gegenspieler Justinians, war ein an Philosophie und Kunst ebenso interessierter Monarch wie ein teils skrupelloser Feldherr. In vielerlei Hinsicht führte er das Sassanidenreich auf seinen Höhepunkt. Der Großkönig ließ griechische und indische Werke ins Mittelpersische übersetzen. Selbst von Feinden respektiert, verdiente er sich den Beinamen Anuschirvan („mit der unsterblichen Seele“). Er schlug auch die Bewegung der Mazdakiten nieder und führte militärische und innere Reformen durch, die die Macht des Königs stärkten und den Adel schwächten. Sie sicherten dem Großkönig höhere Einnahmen und ermöglichten ein expansives Vorgehen.
540 sah Chosrau I. die Gelegenheit gekommen, um Ostrom anzugreifen. Als Vorwand dienten nicht gelöste Probleme zwischen den arabischen Vasallen Roms und Persiens, den Ghassaniden und den Lachmiden; vielleicht spielte auch ein Bündnisangebot der Ostgoten eine Rolle. Im Frühjahr rückte Chosrau mit einem gewaltigen Heer in Syrien ein. Bei Kirkesion wurde der Euphrat überschritten, anschließend rückte das Heer auf Antiochia vor. Justinian berief seinen Verwandten Germanus, einen fähigen General, nach Antiochia, um die Verteidigung der bedeutenden Stadt zu organisieren. Germanus verfügte aber nur über lächerlich anmutende 300 Mann, wohl seine persönliche Leibgarde. Nachdem er die Verteidigungsanlagen der Stadt inspiziert hatte, kam er laut Prokopios zu dem Schluss, dass eine Verteidigung sinnlos sei, zumal die versprochenen Verstärkungen nicht eingetroffen waren. So reiste er wieder ab, während Chosrau auf seinem Weg nach Antiochia von mehreren römischen Städten mit der Drohung einer persischen Belagerung Geld erpresste. Andere Städte wurden gestürmt oder konnten die geforderte Summe nicht aufbringen, wie Beroia, das anschließend erobert und geplündert wurde. Die Bevölkerung der Stadt Sura wurde deportiert und teilweise massakriert.
In Antiochia verbot ein kaiserlicher Gesandter kategorisch jede Zahlung an die Perser. Die Stadt wurde deshalb von Chosrau belagert und schließlich gestürmt. Der Großkönig machte gewaltige Beute; er ließ die überlebende Bevölkerung nach Persien deportieren und in einer neuen Römischen Stadt geschlossen bei Ktesiphon ansiedeln, während Verhandlungen des Großkönigs mit den Römern keine Einigung brachten. Chosrau besuchte auch den Hafen von Antiochia, Seleukia, nahm ein rituelles Bad im Meer und ließ dem Sonnengott opfern. Anschließend kehrte der König nach Persien zurück, nachdem eine Belagerung Daras gescheitert war. Den Frieden, den seine Emissäre zuvor mit Chosrau ausgehandelt hatten, verwarf Justinian.

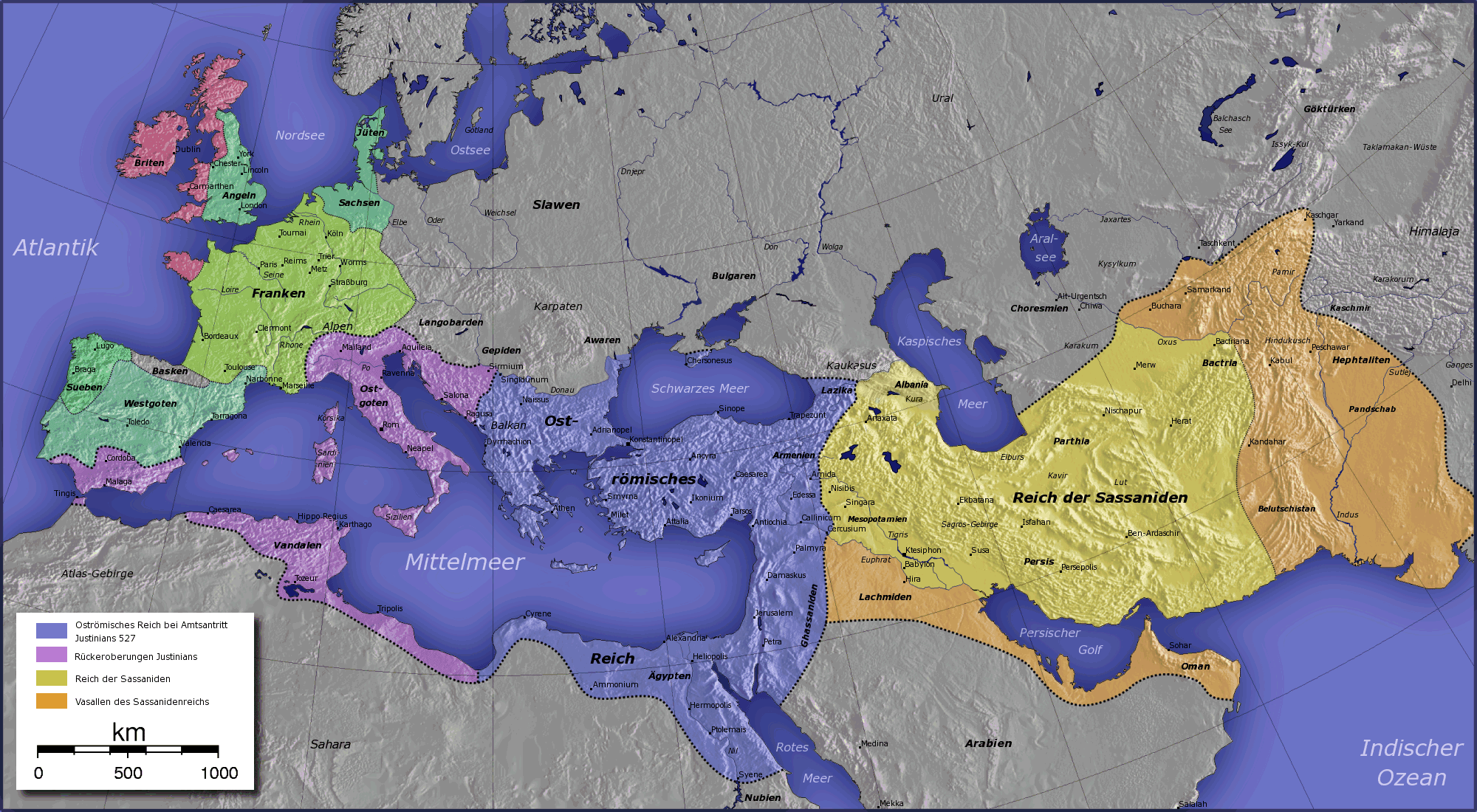
Das Restaurationswerk Justinians I.

Der Fall Antiochias hatte eine deutliche Schockwirkung auf die Römer. Nun hatte es sich gerächt, dass Justinian Truppen nach Italien verlagert hatte, um dort die Goten zu bekämpfen. Ostrom führte fortan faktisch einen Zweifrontenkrieg. Doch reagierte der Kaiser entschlossen auf die persische Bedrohung. Er entsandte Belisar in den Osten, um der Gefahr zu begegnen; zusätzlich wurden starke Truppenverbände an die Ostgrenze verlegt, so dass die römischen Armeen mit einer Stärke von etwa 15.000–30.000 Mann operierten. 541 stießen die Perser nach Lasika vor, wo vor allem im Umland der wichtigen Festung Petra am Schwarzen Meer in den folgenden Jahren erbittert gekämpft wurde. Der Lasenkönig Gubazes hatte die Perser gerufen, offenbar besorgt über die römische Militärpräsenz in seinem Land. Wenige Jahre später wandte sich Gubazes jedoch wieder den Römern zu. Ebenfalls 541 scheiterte ein Versuch Belisars, Nisibis zu belagern. 542 fiel Chosrau wieder in römisches Gebiet ein, doch gelang es Belisar, die Rückzugswege des Königs zu gefährden, so dass dieser den Feldzug abbrach, allerdings nicht ohne zuvor Kallinikos zu erobern und zahlreiche Zivilisten zu deportieren. Dennoch war vorerst wenigstens das stets gefährdete römische Edessa gerettet. Zudem brach im selben Jahr die sogenannte Justinianische Pest aus, die auch den Persern schwer zu schaffen machte. Bald darauf wurde Belisar abberufen und durch den General Martinus ersetzt.
Die folgenden Kampfhandlungen waren nach dem gleichen Muster von Vorstoß und Gegenschlag geprägt. 543 griffen die Römer Persarmenien an, wo sie bei Anglon eine schwere Niederlage erlitten; wohl noch im gleichen Jahr fiel Chosrau wieder in Mesopotamien ein und belagerte erneut Edessa. Edessa hatte vor allem eine hohe symbolische Bedeutung, denn dort befand sich das Mandylion, ein Tuch, auf dem angeblich das Gesicht Christi abgebildet war. Die großangelegte Belagerung scheiterte jedoch. 545 kam es zu Verhandlungen, deren Ergebnis ein Waffenstillstand war; Justinian, der freien Handlungsspielraum im Westen brauchte, zahlte dafür einen beträchtlichen Preis. Die Waffenruhe bezog das heftig umkämpfte Lasika jedoch ausdrücklich nicht mit ein, da Chosrau nicht bereit war, auf seine dort errungene Machtstellung einfach zu verzichten. 548 brachen die Kampfhandlungen erneut aus, doch wurde 551 wieder ein Waffenstillstand geschlossen, den Justinian sich aber wieder erkaufen musste. Wiederum wurde Lasika vom Waffenstillstand ausgenommen. Obwohl die Römer in der restlichen Regierungszeit Justinians von persischen Einfällen verschont blieben, ging der Krieg in Lasika weiter. Langsam gelang es den Römern, die Truppen des Großkönigs zurückzudrängen. Um 556 waren die Perser nach schweren Niederlagen aus Lasika fast vollständig vertrieben, so dass 557 ein weiterer befristeter Waffenstillstand, erneut gegen römische Tribute, doch diesmal unter Einschluss von Lasika, geschlossen wurde. Offenbar war man zu der Einsicht gelangt, dass die hohen Kosten des Krieges den erhofften Gewinn überstiegen. Dieser Waffenstillstand bereitete den Boden für den Friedensvertrag, den beide Seiten nach langen Verhandlungen, die auf römischer Seite vom magister officiorum Petrus Patricius geführt wurden, schließlich 562 schlossen, zumal sowohl Rom als auch Persien sich an ihren anderen Grenzen weiteren Bedrohungen ausgesetzt sahen. In diese Zeit fällt die Vernichtung des Hephthalitenreichs durch Perser und Kök-Türken, wenngleich die Türken bald an Stelle der Hephthaliten als Hauptfeinde der Perser im Osten traten.

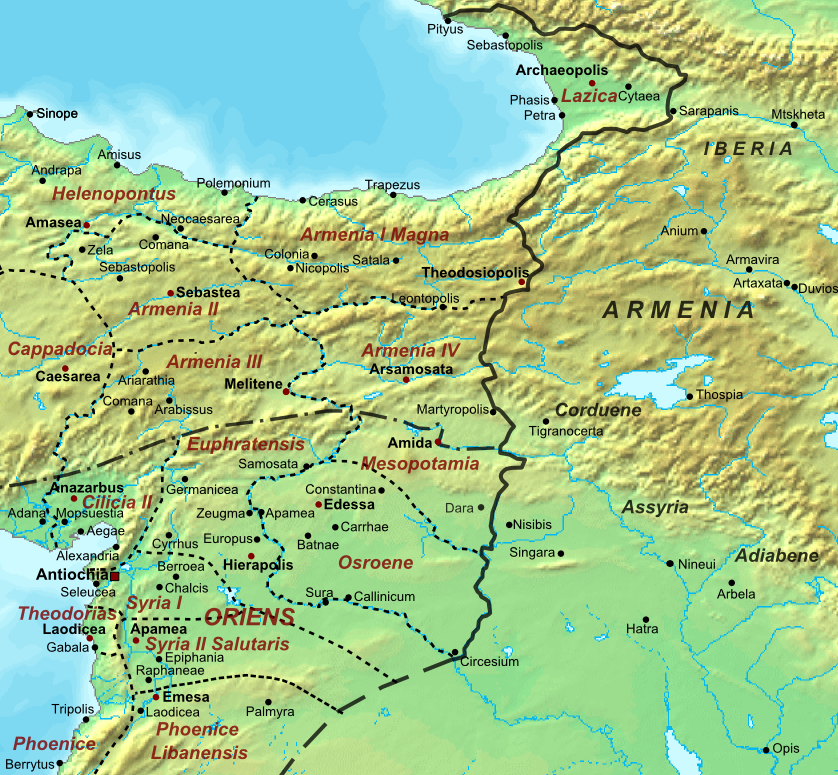
Die römisch-persische Grenze zum Zeitpunkt des Todes Justinians im Jahr 565

Der Vertrag wurde auf 50 Jahre geschlossen. Den Vertragsbestimmungen zufolge blieb Lasika Teil der römischen Machtsphäre, auch die arabischen Vasallen beider Seiten hatten sich an den Frieden zu halten. Die Perser sollten die Kaukasuspässe für die Hunnen und andere Barbaren sperren. Weiterhin beinhaltete der Vertrag unter anderem Verfahrensregeln für den Umgang mit Überläufern sowie die Erklärung, dass keine weiteren Festungen an der römisch-persischen Grenze errichtet werden sollten – ein durchaus entscheidender Punkt – und handelspolitische Bestimmungen. Letztere waren von erheblicher Bedeutung, denn handelspolitische Interessen spielten für beide Seiten eine Rolle. In diesem Kontext ist auch das von Ostrom unterstützte Eingreifen des christlichen Reichs von Aksum im Königreich der Himyaren im heutigen Jemen im Jahr 525 zu sehen (siehe auch Ella Asbeha), wo sowohl Rom als auch Persien vitale Interessen im Zusammenhang mit dem Indienhandel verfolgten. Der Einsatz in Südarabien blieb allerdings eine Episode, da Chosrau auch in diesem Raum aktiv wurde und schließlich (um 572) die Perser die Oberhand gewannen.

### Der Perserkrieg zur Zeit Justins II. und des Maurikios

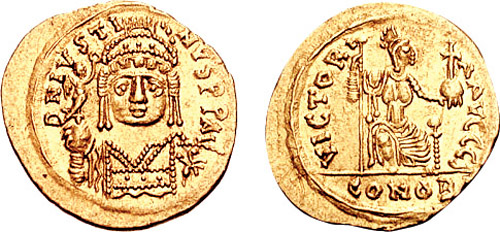
Solidus Justins II., in dessen Regierungszeit es erneut zu einem Perserkrieg kam

Letztlich war es Justinian also doch gelungen, die Ostgrenze zu halten, wenn auch nur unter größten Anstrengungen. Ein Passus des Friedensvertrags von 562 erhitzte auf römischer Seite jedoch die Gemüter: Demnach musste Ostrom den Sassaniden jährlich Tribut in Höhe von etwa 500 Goldpfund (30.000 solidi) entrichten. Die Beträge für die ersten 10 Jahre sollten in zwei Raten (562 und 569) entrichtet werden, doch ab 572 sollten die Römer Jahr für Jahr zahlen. Von Kaiser Justin II., der nach Justinians Tod im Jahre 565 nachfolgte, wurde diese Bestimmung als unehrenhaft angesehen, zu deutlich hätte sie ihn als tributpflichtig gekennzeichnet. Justins Ziel war es, wenn überhaupt, dann nur auf Augenhöhe zu einer Einigung zu kommen.
Nachdem Justin den jährlichen Tribut verweigert hatte, kam es 572 wieder zum Krieg. Es gab allerdings noch weitere Gründe für die angespannten Beziehungen: So kam es wieder einmal zum Konflikt um den Besitz umstrittener Gebiete im Kaukasus, wobei Ostrom Verbindung zu den pro-römischen Kräften in Persarmenien aufgenommen hatte. In Konstantinopel war man zudem über die Bestellung eines persischen Gouverneurs im Jemen und die Übergriffe der Lachmiden verärgert. Johannes von Epiphaneia berichtet über ein weiteres Motiv: So sollen die Perser (vergeblich) versucht haben, den römischen Gesandten Zemarchos, der zu dem Türkenherrscher Sizabulos gereist war, aufzuhalten. Chosrau, dem es augenscheinlich vor allem um die römischen Jahrgelder ging, wollte mit Justin verhandeln, dieser war jedoch nicht mehr dazu bereit und provozierte stattdessen die Perser, indem er die Rückerstattung der bereits gezahlten 300.000 solidi forderte – weshalb dem Kaiser in mehreren spätrömischen Quellen auch schwere Vorwürfe gemacht werden.
Keine Seite war wirklich auf den Krieg vorbereitet, der aber vor allem für Ostrom zunächst alles andere als günstig verlief. Das von Zemarchos und dem Sogdier Maniakh 569/70 ausgehandelte Bündnis mit den Türken in Zentralasien brachte nicht den erhofften Erfolg und zerbrach bald (siehe auch Turxanthos), wenngleich es später weiterhin zu Kontakten kam (siehe Tardu). Des Weiteren zerstritt sich Justin mit seinen arabischen Verbündeten. Die römische Offensive unter dem Heermeister Marcianus, einem Verwandten des Kaisers, blieb 572 im Ansatz stecken. 573 stießen dagegen die Perser nach Syrien vor und eroberten Apameia; im selben Jahr fiel nach einer längeren Belagerung das strategisch so wichtige Dara, ein Eckpfeiler der römischen Orientverteidigung, an die Perser. Dies konnten auch römische Erfolge in Persarmenien, wo die Römer und ihre armenischen Verbündeten die Hauptstadt Dvin eroberten, und ein Sieg des Marcianus über die Perser bei Nisibis nicht wettmachen (Marcianus wurde kurz darauf durch den General Theodoros ersetzt), zumal Chosraus Truppen zugleich auch den türkischen Angriff, auf den Justin große Hoffnungen gesetzt hatte, abwehren konnten. Die schlechten Nachrichten nahmen also aus römischer Sicht kein Ende und machten dem Kaiser derart zu schaffen, dass er einen Nervenzusammenbruch erlitt und dem Wahnsinn verfiel. Für seine restliche Regierungszeit übernahm der General Tiberius Constantinus, Ende 574 zum Caesar (Unterkaiser) erhoben, die Leitung der Staatsgeschäfte und die Führung der Armee. Mit Chosrau wurde gegen Bezahlung ein einjähriger Waffenstillstand vereinbart, der sich jedoch nicht auf Armenien bezog.

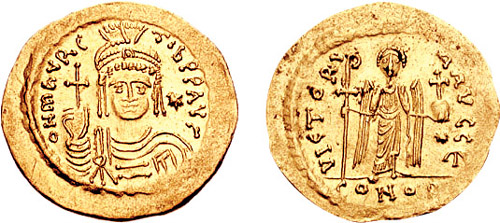
Solidus des Maurikios

Hoffnungslos war die Lage der Römer, die auch in Italien mit den Langobarden und bald darauf auf dem Balkan mit den Awaren und Slawen zu kämpfen hatten, freilich nicht. Denn 575 oder 576 errang der General Justinian, ein Verwandter Justins II., bei Melitene einen Sieg über Chosrau. Dieser hatte die Stadt Melitene am Euphrat erobert und sich nun absetzen wollen, als Justinian ihn abfing und den Großteil des persischen Heeres vernichtete. Der Großkönig selbst entkam nur mit knapper Not und ordnete angeblich anschließend an, dass kein König mehr persönlich in die Schlacht ziehen sollte. Dennoch brachte der Sieg, den die Römer zwar eventuell überhöhten, der immerhin aber die Moral ihrer Truppen hob, keine Entscheidung; die Situation war festgefahren.
Als Chosrau 579 inmitten von Friedensverhandlungen verstarb, folgte ihm sein Sohn Hormizd IV. auf den Thron, der in den Quellen übereinstimmend negativ beschrieben wird. Tiberius Constantinus, seit 578 Alleinherrscher (Augustus), hatte ein Friedensangebot unterbreitet, das der neue Großkönig jedoch ablehnte, woraufhin Tiberius den überaus fähigen General (und späteren Kaiser) Maurikios mit der Kriegsführung im Osten betraute. Römische Truppen stießen bis nach Medien und Mesopotamien vor; die Perser reagierten darauf, indem sie den römischen Teil Mesopotamiens angriffen und damit die Nachschubwege Maurikios’ gefährdeten. Maurikios konnte den persischen Vorstoß schließlich am Euphrat stoppen und den Sassaniden empfindliche Verluste beibringen (581). 582 bestieg Maurikios nach dem Tod des Tiberius den Kaiserthron. Für seine Regierungszeit und die damit verbundenen Kriege steht uns mit dem Werk des Theophylaktos Simokates eine gute Quelle zur Verfügung. Es ist das letzte Geschichtswerk in der antiken historiographischen Tradition. Eine weitere wichtige Quelle stellt die Kirchengeschichte des Euagrios Scholastikos dar, während mehrere weitere Werke uns nur fragmentarisch erhalten sind (etwa das Werk des Theophanes von Byzanz oder die Historien des Johannes von Epiphaneia, der sowohl Theophylaktos als auch Euagrios als eine Quelle gedient hat).
Der Krieg gegen Persien wurde von Maurikios weitergeführt, wobei jedoch keine Seite einen entscheidenden Vorteil erringen konnte. Im Sommer 582 waren die Römer in einer Schlacht nahe Constantia siegreich, doch im Herbst erlitt der magister militum per Orientem Johannes, der in die persische Arzanene eingefallen war, am Fluss Nymphios eine schwere Niederlage. 586 kam es, wie schon 583/84, zu Friedensverhandlungen, die von dem erfahrenen General Philippikos geführt wurden, doch lehnte Maurikios das Angebot des Großkönigs ab, da er die Bedingungen als unannehmbar ansah. Philippikos siegte noch im selben Jahr über die Perser bei Solachon. Im folgenden Jahr konnten die Römer bei Dara einen Sieg erringen, wurden kurz darauf jedoch von den Persern geschlagen.
Die Pattsituation dauerte die nächsten beiden Jahre an; als es 588 bei der römischen Armee zu einer großen Meuterei wegen geplanter Soldkürzungen kam, wurden die Perser durch Einfälle der Steppenvölker davon abgehalten, diese Schwäche der Römer auszunutzen. Da kam die Wende: 589, als Comentiolus, aus Hispanien abberufen, das Oberkommando der römischen Truppen im Osten übernahm und die Meuterei beendet wurde, dauerten die Barbareneinfälle im persischen Teil Armeniens an. Der persische General Bahram Tschobin schlug die Barbaren zurück, doch trieb ihn Hormizds ungnädige Reaktion in die Rebellion. Hormizd, ohnehin unbeliebt bei großen Teilen des Adels, verlor schließlich Anfang 590 durch einen Staatsstreich Krone und Leben. An seiner Stelle wurde sein Sohn Chosrau II. König, doch auch mit ihm wollte sich Bahram nicht einigen. Chosrau musste nach einer Niederlage gegen Bahram fliehen, während die römischen Truppen von der Uneinigkeit der Perser profitierten; der römische General Johannes Mystakon etwa belagerte Dvin in Armenien und stieß bis in die persische Atropatene (Aserbaidschan) vor.
Chosrau II. entschloss sich derweil, Maurikios um Hilfe zu bitten, und floh in das Oströmische Reich. Der Kaiser kam der Aufforderung nach, und zum ersten (und einzigen) Mal marschierten römische und persische Truppen unter dem Oberbefehl des Generals Narses gemeinsam in die Schlacht. Bahram wurde im Sommer 591 beim Fluss Blarathon (bzw. Blarathos) geschlagen und Chosrau II. bestieg erneut den Thron.
Maurikios forderte und erhielt nun einige lange umstrittene Gebiete in Mesopotamien, den größten Teil Persarmeniens sowie Territorien in Iberien (Georgien). Insgesamt verhielt sich der Kaiser – aus römischer Sicht! – relativ maßvoll, zumal Bahram im Vorfeld deutlich größere Zugeständnisse versprochen hatte als Chosrau. Die Beziehungen zwischen Maurikios und Chosrau, den er (vielleicht) sogar adoptiert hatte, waren ausgesprochen gut. Rom und Persien schienen wieder auf dem Weg zu einer friedlichen Koexistenz zu sein. Allerdings spricht die rasche Eskalation nach 603 dafür, dass Chosrau mit den 591 notgedrungen gewährten Gebietsabtretungen in Wahrheit nicht zufrieden gewesen war.

## Pax Persica? Chosrau II. und der Gegenschlag des Herakleios

Der römisch-persische Grenzraum zur Zeit Chosraus II.

Sowohl Rom als auch Persien nutzten die kurze Friedenszeit aus. Kaiser Maurikios verlegte die nun frei gewordenen Truppen auf den Balkan, wo er gegen die Awaren und Slawen Krieg führte (siehe hierzu Balkanfeldzüge des Maurikios). Chosrau II. wiederum konsolidierte seine Herrschaft und sanierte die Staatsfinanzen, wodurch Persien finanziell und militärisch wieder erstarkte. Ende des Jahres 602 spielte sich jedoch im Oströmischen Reich ein Drama ab, das den letzten großen Krieg der Antike auslösen sollte, der beinahe den Zusammenbruch Ostroms bewirkt hätte.
Ausgangspunkt war der Donauraum, wo Kaiser Maurikios erfolgreich gegen Awaren und Slawen operiert hatte, nun aber von seinen Truppen forderte, am linken Donauufer zu überwintern und trotz Versorgungsengpässen einen Feldzug gegen die Slawen zu führen. Dies führte schließlich zu einer Meuterei der Truppen, die einen rangniedrigen Offizier namens Phokas zu ihrem Wortführer machten. Maurikios floh, wurde aber gefangen. Phokas marschierte auf Konstantinopel, wo er von den Zirkusparteien in die Stadt gelassen und zum Kaiser ausgerufen wurde. Maurikios und seine gesamte Familie fanden in einem regelrechten Blutbad ihr Ende und Phokas errichtete den (parteiischen) Quellen zufolge eine wahre Schreckensherrschaft.
Chosrau verweigerte Phokas die Anerkennung und fiel 603 in römisches Gebiet ein. In den folgenden Jahren wurden die Städte Amida, Dara, Edessa, Hierapolis und Beroia erobert, ebenso fiel eine persische Armee in Armenien ein. Manch einer begrüßte sogar die Invasion, da die religiösen Streitigkeiten in Ostrom, welche sich um das Wesen Jesu Christi drehten (vgl. Monophysitismus), die Bevölkerung in Syrien von der Reichszentrale entfremdet hatte. Außerdem präsentierte Chosrau einen angeblichen Sohn des Maurikios (Theodosios), der ihm zufolge die Säuberung des Phokas überlebt hatte. Dieser wurde zeitweise vom bereits erwähnten General Narses unterstützt, der sich Ende 603 gegen Phokas erhob. Die Perser hatten zudem (was ein wichtiger strategischer Vorteil war) vorerst mit keiner Bedrohung ihrer Nordostgrenze zu rechnen, da der türkische Khagan Tardu, der zuvor Nordchina bedroht hatte, durch einen Aufstand in der Steppe gebunden war und 603 getötet wurde.
Die Sassaniden konnten bei ihrem Vormarsch von inneren Wirren bei den Römern profitieren, da es Phokas partout nicht gelang, das Reich zu befrieden: 608 brach im Imperium ein offener Bürgerkrieg aus, der weitere oströmische Kräfte band und an dessen Ende Herakleios, der Sohn des Exarchen von Karthago, Phokas im Oktober 610 stürzte, um selbst den Thron zu besteigen; er hatte aber noch einige Zeit mit phokastreuen Truppen zu kämpfen, was den Widerstand gegen die Perser weiter erschwerte. Wie auch immer der wahre Charakter von Phokas’ Regime gewesen sein mag – uns stehen nur spätere Quellen aus der Zeit des Herakleios zur Verfügung –, völlig frei von Schrecken war es wohl nicht gewesen. Herakleios, ohne Zweifel einer der bedeutendsten Kaiser des oströmisch-byzantinischen Reiches, ließ sich jedenfalls als Retter feiern, doch auch er vermochte es zunächst nicht, den Persern effektiv entgegenzutreten.

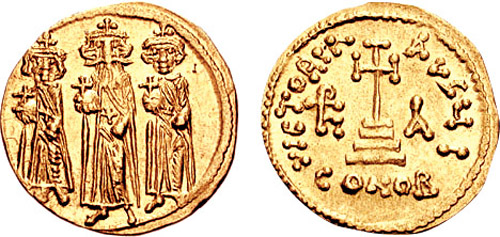
Solidus des Herakleios mit seinen Söhnen Konstantin III. und Heraklonas.

Mit dem Sturz des Phokas gewann der persische Vormarsch vielmehr an Tempo und den Persern gelang im Zeitraum von 610 bis 613 der endgültige Durchbruch der römischen Verteidigung in Syrien und Kleinasien. Phokas Herrschaft und der Bürgerkrieg hatten das Reich finanziell und militärisch viel gekostet. Bis 610 hatten die Sassaniden langsam, aber unaufhaltsam und systematisch Armenien und das römische Mesopotamien erobert. 609 war als letzte bedeutende Stadt auch Edessa gefallen. Es wurde deutlich, dass Chosrau diese Gebiete dauerhaft zu halten gedachte: Anders als in den Feldzügen zuvor nahm man sich diesmal die Zeit, alle römischen Festungen und Städte nach und nach einzunehmen, statt nur rasch vorzustoßen und danach in persisches Gebiet zurückzukehren. Die Perser ersetzten die orthodoxen Bischöfe durch Antichalkedonier und erhoben Steuern. 611 überschritten sassanidische Truppen dann den Euphrat und fielen in Syrien ein. Noch im selben Jahr unterlagen die Römer in einer Schlacht bei Emesa, woraufhin die Perser in Kleinasien eindrangen und auch Antiochia eroberten.
613 begann eine römische Gegenoffensive. Ein Teil des Heeres unter dem bereits erwähnten und von Herakleios reaktivierten General Philippikos sollte in Armenien eindringen und so die Perser dazu zwingen, Truppen aus Syrien abzuziehen. Dies gelang auch, so dass Herakleios (als erster Kaiser seit über 200 Jahren) persönlich zum Gegenangriff antreten konnte; in Syrien unterlag das römische Heer jedoch in einer großen Schlacht nahe Antiochia. Herakleios musste das küstennahen Land aufgeben. Tarsus und Damaskus fielen noch im selben Jahr, Caesarea Maritima fiel 614. Wesentlich schlimmer für die Römer war jedoch der Verlust von Jerusalem, das von dem persischen General Schahrbaraz – offenbar auch mit Hilfe der Juden in der Stadt, die sich von den Persern mehr Freiheiten erhofften – 614 erobert wurde. Eines der Beutestücke war das angebliche Heilige Kreuz, das der General Schirin übergab, der christlichen Lieblingsfrau Chosraus. Die Schockwirkung auf die Christen war gewaltig. Durch die persischen Erfolge war der römische Orient faktisch gespalten, wobei man noch Kleinasien und Ägypten hielt; allerdings blieb der Seeweg vorerst offen. 615 erschienen am asiatischen Ufer des Bosporus die Perser unter Schahin. Angeblich soll Herakleios Verhandlungen aufgenommen haben, die die Perser aber ablehnten.
Ostrom, das zudem weiterhin auf dem Balkan bedroht wurde, verlor bis 619/21 aber auch Ägypten, die Kornkammer des Reiches und die Provinz mit den höchsten Steuereinnahmen, wobei auch bei der Einnahme Alexandrias Verrat im Spiel gewesen sein soll, während die Perser Vorstöße bis tief nach Kleinasien unternahmen, das aber nur teilweise von ihnen kontrolliert werden konnte. Einzelne persische Truppenverbände stießen wohl auch bis in den heutigen Sudan vor und vielleicht sogar noch tiefer nach Afrika hinein. Syrien und Ägypten wurden als dauerhafte Eroberung administrativ in das Perserreich integriert, ebenso wie es Jahrzehnte zuvor bereits mit Jemen und Oman geschehen war. Für Ägypten ist dies aufgrund von Papyrusfunden gesichert. Und ungeachtet der sehr schlechten Überlieferungslage ist dies auch für Syrien anzunehmen, wo Caesarea nun Sitz eines marzban wurde. Der gesamte römische Orient stand damit nun unter persischer Herrschaft, womit das alte Achämenidenreich nach einem Jahrtausend wiedererwacht schien. Wiederholt ließ Chosrau kaiserliche Gesandte, die unterwürfig um Frieden baten, festsetzen oder hinrichten; er war nicht mehr an Verhandlungen interessiert. In Konstantinopel soll man sogar überlegt haben, den Regierungssitz in das sicherere Karthago zu verlegen. Das Imperium Romanum stand am Abgrund.

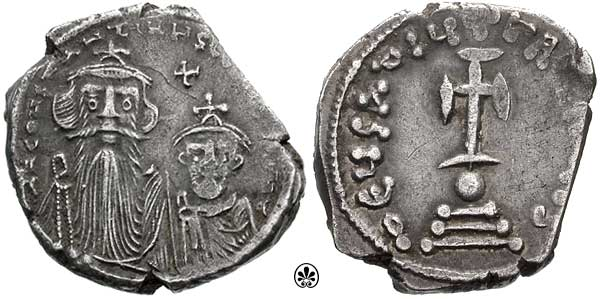
Silbermünze des Herakleios mit der Legende Deus adiuta Romanis

In dieser Situation, die in der Tat aussichtslos schien, fasste Herakleios einen überaus gewagten Plan, der möglicherweise durch die erfolgreichen Operationen des inzwischen verstorbenen General Philippikos oder durch ein Studium strategischer Schriften inspiriert wurde. Er wollte mit einem Heer die Hauptstadt verlassen, die sassanidischen Armeen in Kleinasien umgehen und die Perser im Hinterland angreifen. Am 5. April 622 verließ der Kaiser tatsächlich die Stadt auf dem Seeweg und begab sich wohl nach Pylai in Bithynien (nicht nach Kilikien, wie teils in der älteren Forschung vermutet). Die Rekonstruktion der nachfolgenden Ereignisse wird durch die überaus problematische Quellenlage extrem erschwert; weder ist die genaue Route des Kaisers bekannt noch die exakte Größe der Armee. Herakleios, der in den nachfolgenden Jahren insgesamt drei Feldzüge gegen die Perser unternahm, verfügte aber wohl über eine recht beachtliche Streitmacht. Zudem ist zu bedenken, dass die Quellen – etwa Theophanes – lediglich eine klar prorömische Sichtweise auf die Kämpfe bieten und das Ausmaß der Siege des Kaisers daher möglicherweise übertreiben.
Herakleios drillte die Armee zunächst, wobei im Heer bald eine seltsame Stimmung entstand, die Georg von Pisidien, eine unserer wenigen Quellen, besonders herausstellt. Der Kaiser hatte nämlich seinen Soldaten eingeimpft, dass dies kein gewöhnlicher Feldzug sei. Man kämpfe nicht einfach gegen einen Feind des Reiches, sondern gegen einen Feind der Christenheit. Dies sei ein heiliger Krieg, im gewissen Sinne ein „Kreuzzug“ gegen die Mächte der Finsternis, wenn auch freilich der Krieg insgesamt vor allem ein Ziel hatte: Ostrom endgültig von der persischen Bedrohung zu befreien. Dazu passend wurden Christusbilder im Feldlager aufgestellt. Bereits seit 615 ließ man in hoher Auflage Münzen mit der Umschrift Deus adiuta Romanis („Gott, hilf den Römern!“) prägen. Diese psychologischen Maßnahmen zeigten offenbar Wirkung und motivierten die Soldaten, was aufgrund der angespannten Lage auch nötig war; sollte Herakleios scheitern, würde wohl auch das Reich mit ihm untergehen.
Doch konnten die Römer 622 (oder auch erst 623) in einem kleineren Gefecht die Perser wohl in Kappadokien schlagen. 623 kehrte der Kaiser zwischenzeitlich in die Hauptstadt zurück und nahm anschließend Kontakt zur christlichen Bevölkerung im Kaukasus auf. Herakleios konnte seine Truppen verstärken und kämpfte in den folgenden Jahren vor allem in dieser Region. Die beiden eigentlichen Gegenoffensiven des Herakleios fanden 624/25 und 627/28 statt, wobei es dem Kaiser gelang, den überlegenen sassanidischen Truppen in einer Reihe kleinerer Gefechte Niederlagen zuzufügen, die vor allem die Moral der Römer stärkten. Er unternahm auch einen Vorstoß nach Armenien, wobei die Stadt Dvin zeitweilig in seine Hand fiel, vor allem aber die Stadt Ganzak in Adurbadagan. Bei der Stadt befand sich ein berühmter zoroastrischer Feuertempel (heute Tacht-e Suleiman), den der Kaiser zerstören ließ – und damit ein deutliches Signal an Chosrau sandte, der sich zuvor dort aufgehalten hatte und vor dem Kaiser panikartig geflohen war.
Der Kaiser überwinterte 624/25 im Kaukasusraum. Chosrau mobilisierte nun drei Armeen, um Herakleios auszuschalten. Dieser agierte jedoch geschickt und konnte 625 die ihn verfolgenden Perser ausmanövrieren bzw. im Gefecht schlagen. Der Kaiser nahm in dieser Zeit auch Kontakt mit den Kök-Türken auf, den alten Feinden der Sassaniden, um ein Bündnis zu schließen. Damit knüpfte Herakleios an die älteren Versuche Ostroms an, die Türken an der persischen Nordostgrenze gegen die Perser zu mobilisieren, wie dies bereits in den 570er Jahren gelungen war (siehe oben und Zemarchos); die Perser sollten erneut in einen Zweifrontenkrieg verwickelt werden.

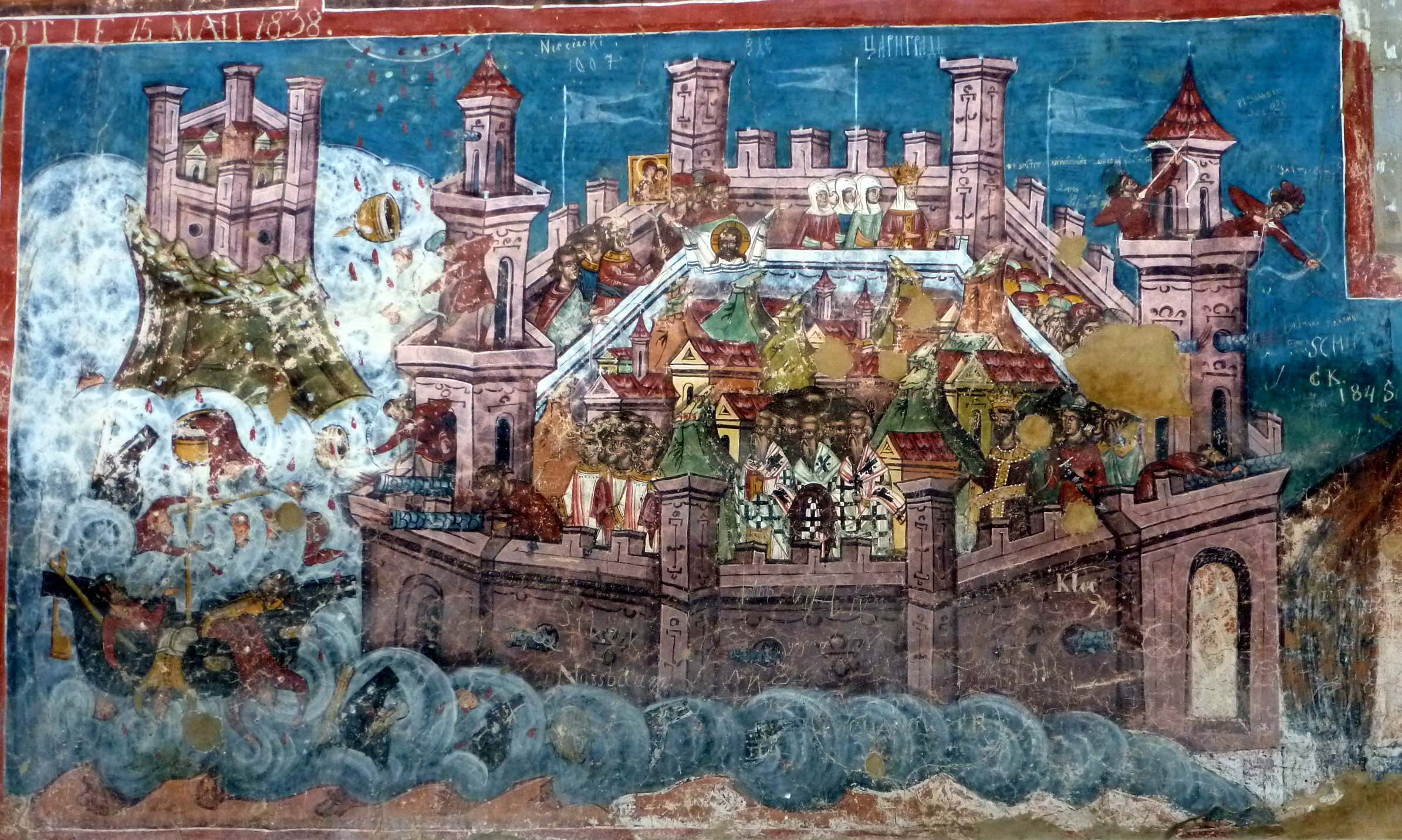
Belagerung von Konstantinopel 626 durch Perser und Awaren (Außenwand der Klosterkirche Moldovita 1537 – Ausschnitt).

Trotz dieser Erfolge, die die Moral der römischen Truppen hoben, verfügten die Perser immer noch über überlegene Kräfte und die grundsätzlich strategisch ungünstige Situation für die Römer hatte sich nicht geändert; auch das römisch-türkische Bündnis würde sich, wie die Geschichte zeigt, erst zeitverzögert im Westen auswirken. Schon Anfang März 626 begann Herakleios daher, zu einer aufgrund der Kälte ungewöhnlichen Jahreszeit für antike militärische Operationen, eine erneute Offensive gegen die Perser. Daraufhin setzten sich auch persische Truppen erneut in Marsch; die kaiserlichen Truppen sollten gestellt und vernichtet werden. Vor allem aber sollte Konstantinopel fallen. Zu diesem Zweck waren die Perser in Verhandlungen mit den Awaren getreten. Im Sommer 626 wurde die Hauptstadt des oströmischen Reiches von einem gewaltigen Heer aus Awaren und Slawen belagert. Die Stadt konnte sich aber dank der Flotte halten, die zudem verhinderte, dass die Perser auf das europäische Ufer übersetzen konnten. Die Awaren mussten die Belagerung schließlich abbrechen und das persische Heer unter Schahrbaraz zog sich im Frühjahr 627 aus Chalkedon nach Syrien zurück. Schon 626 hatte Herakleios eine persische Armee, die sein Heer vernichten sollte, schlagen können.

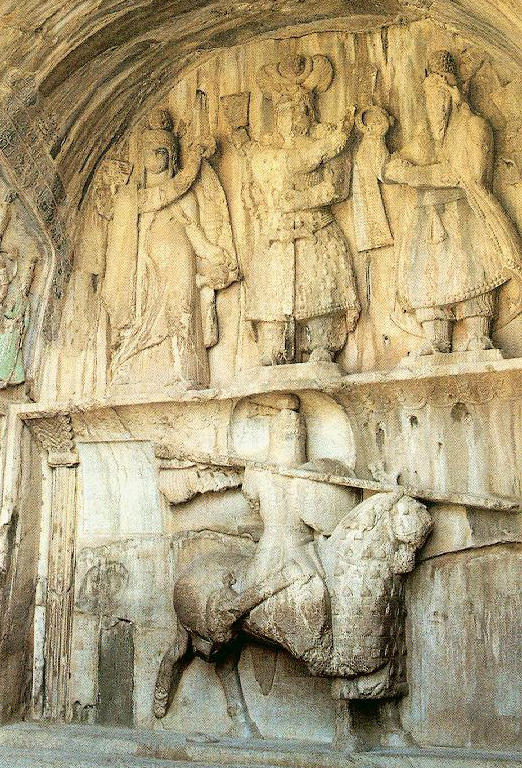
Darstellung des Königs Chosrau II. als Panzerreiter (Taq-e Bostan)

In Konstantinopel wurde die Rettung der Hauptstadt der Gottesmutter zugeschrieben. Der Zenit der persischen Bedrohung war damit überschritten, die Initiative ging jetzt auf die Römer über. Herakleios konnte sich noch über einen weiteren Sieg freuen: Sein Bruder Theodoros hatte ein persisches Heer unter dem Befehl des Generals Schahin schlagen können, was Chosrau angeblich in rasende Wut versetzt haben soll. Viele am Hof fürchteten angeblich um den Geisteszustand des Großkönigs, der seinen Generälen inzwischen zutiefst misstraute. Dies erklärt vielleicht auch, weshalb sich Schahrbaraz aus den weiteren Kampfhandlungen heraushielt und den Lauf der Dinge abwartete. Die ungeschlagenen Elitetruppen Persiens zogen sich damit faktisch aus dem Konflikt zurück.

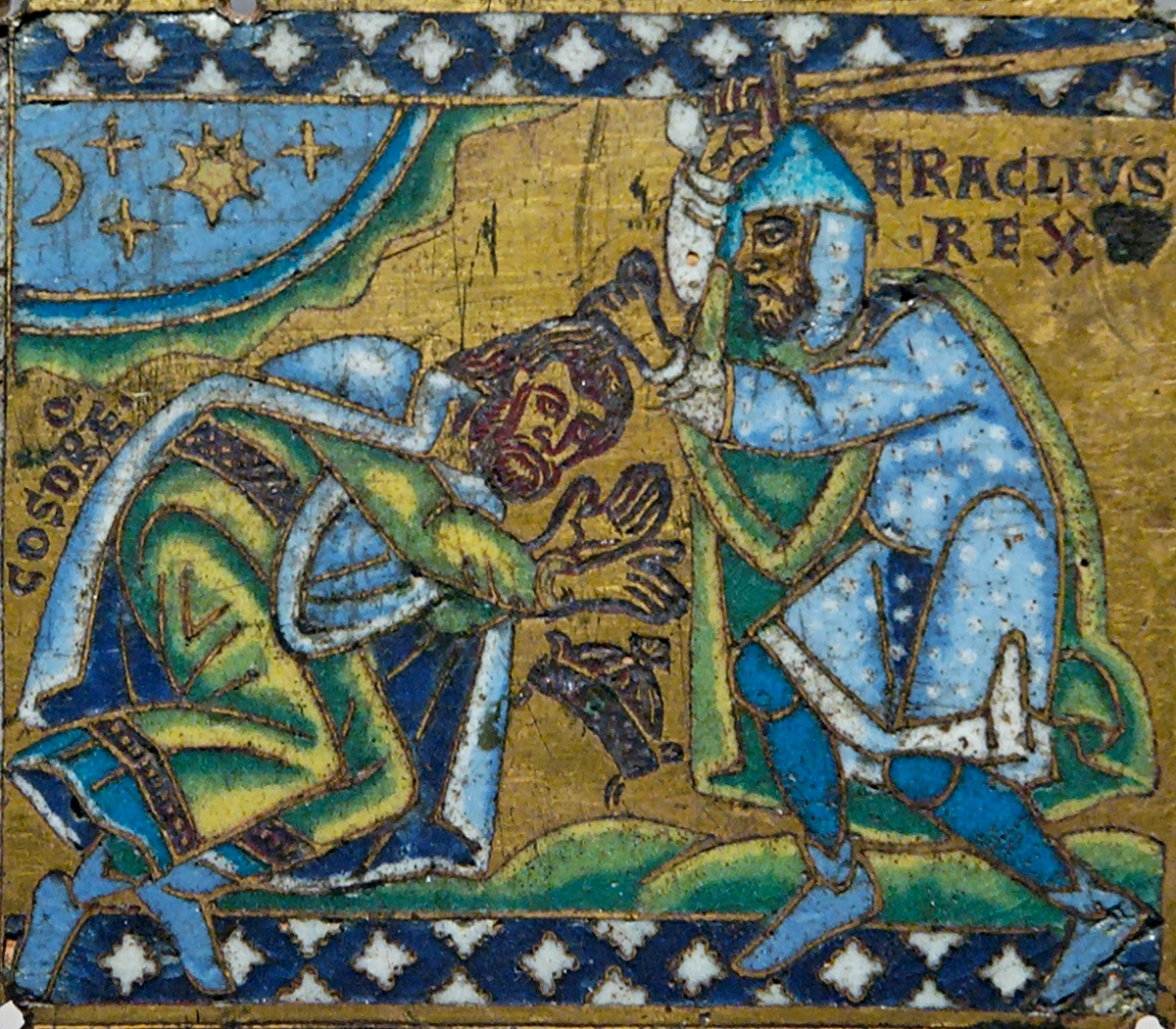
Herakleios (Eraclius) besiegt Chosrau II. (Cosdroe), frz. Darstellung des 12. Jahrhunderts.

Herakleios sammelte weitere Truppen in Lasika am Schwarzen Meer und nahm dort 627 erfolgreich Kontakt mit den Kök-Türken auf, zu denen er bereits 625 eine Delegation entsandt hatte; Ziel war ein koordiniertes militärisches Vorgehen gegen die Perser. Laut den Quellen fielen die Türken daraufhin mit starken Verbänden in das nordöstliche Sassanidenreich ein, was die schlimmsten Befürchtungen der Perser real werden ließ. Als wie folgenreich dieses türkische Eingreifen wahrgenommen wurde, belegen chinesische Quellen, die lediglich davon sprechen, die Perser seien von den Türken besiegt worden, und Herakleios überhaupt nicht erwähnen. In der modernen Forschung hingegen ist umstritten, wie groß Auswirkungen dieses Bündnisses auf das Ende des Krieges letztlich waren; mindestens aber beunruhigten die türkischen Angriffe den Hochadel im Sassanidenreich, der seine Ländereien im iranischen Hochland bedroht sah. Die Offensive des Herakleios und die türkische Invasion zeigten nun Wirkung.
Der Druck auf Chosrau II., den Krieg mit Ostrom endlich zu einem Abschluss zu bringen, stieg. Herakleios vereinigte sein Heer vor Tiflis mit türkischen Truppen und marschierte im September 627 nach Süden. Am 12. Dezember 627 kam es bei den Ruinen von Ninive zur Entscheidungsschlacht. Der persische General Rhazates stellte den Kaiser mit einem recht kleinen Aufgebot, fiel aber im Kampf, und die Römer, die wohl geschickter manövrierten, vernichteten das persische Heer. Das Ausmaß des Sieges wurde von der römischen Propaganda wahrscheinlich stark übertrieben, aber die Folgen waren in jedem Fall erheblich: Herakleios besetzte anschließend die nahegelegene Lieblingsresidenz des Großkönigs in Dastagird, wo sich Chosrau noch kurz zuvor aufgehalten hatte. Dieser floh nach Ktesiphon. Auf eine Belagerung der persischen Hauptstadt musste Herakleios verzichten, da er wohl befürchtete, dann von seinen Nachschubwegen abgeschnitten zu werden. Zudem war das kaiserliche Heer noch immer nicht auf die persischen Hauptstreitkräfte getroffen, denen es zahlenmäßig weit unterlegen war, und befand sich also trotz des Sieges nicht in Sicherheit.
Doch auch so markierte die Schlacht von Ninive das Ende des jahrelangen Ringens der beiden Großmächte, denn damit endeten nun die letzten Hoffnungen der Perser, den römischen Widerstand in absehbarer Zeit brechen zu können. Chosrau, der sich dennoch weigerte, mit Herakleios zu verhandeln, verlor daher bei den Großen seines Reiches jeden Rückhalt. Er wurde im Februar 628 entmachtet und im Gefängnis ermordet. Ihm folgte sein Sohn Kavadh II. Siroe auf den Thron, der seine nur kurze Regierungszeit mit der Ermordung mehrerer Familienmitglieder einleitete (darunter Chosraus Lieblingssohn und potentiellen Thronfolger Mardanschah). Er nahm sofort Kontakt zu Herakleios auf, um mit ihm über einen Friedensvertrag zu verhandeln. Der Kaiser hielt sich zu diesem Zeitpunkt in Ganzak auf. Der angebliche Wortlaut des an Herakleios gerichteten Briefs, in dem Kavadh Siroe um Frieden bittet und den Kaiser als „… den mildesten Kaiser der Römer, unseren Bruder …“ bezeichnet (vgl. auch den oben im Text erwähnten Auszug aus Ammianus Marcellinus), ist uns durch die so genannte Osterchronik (Chronicon Paschale) überliefert.

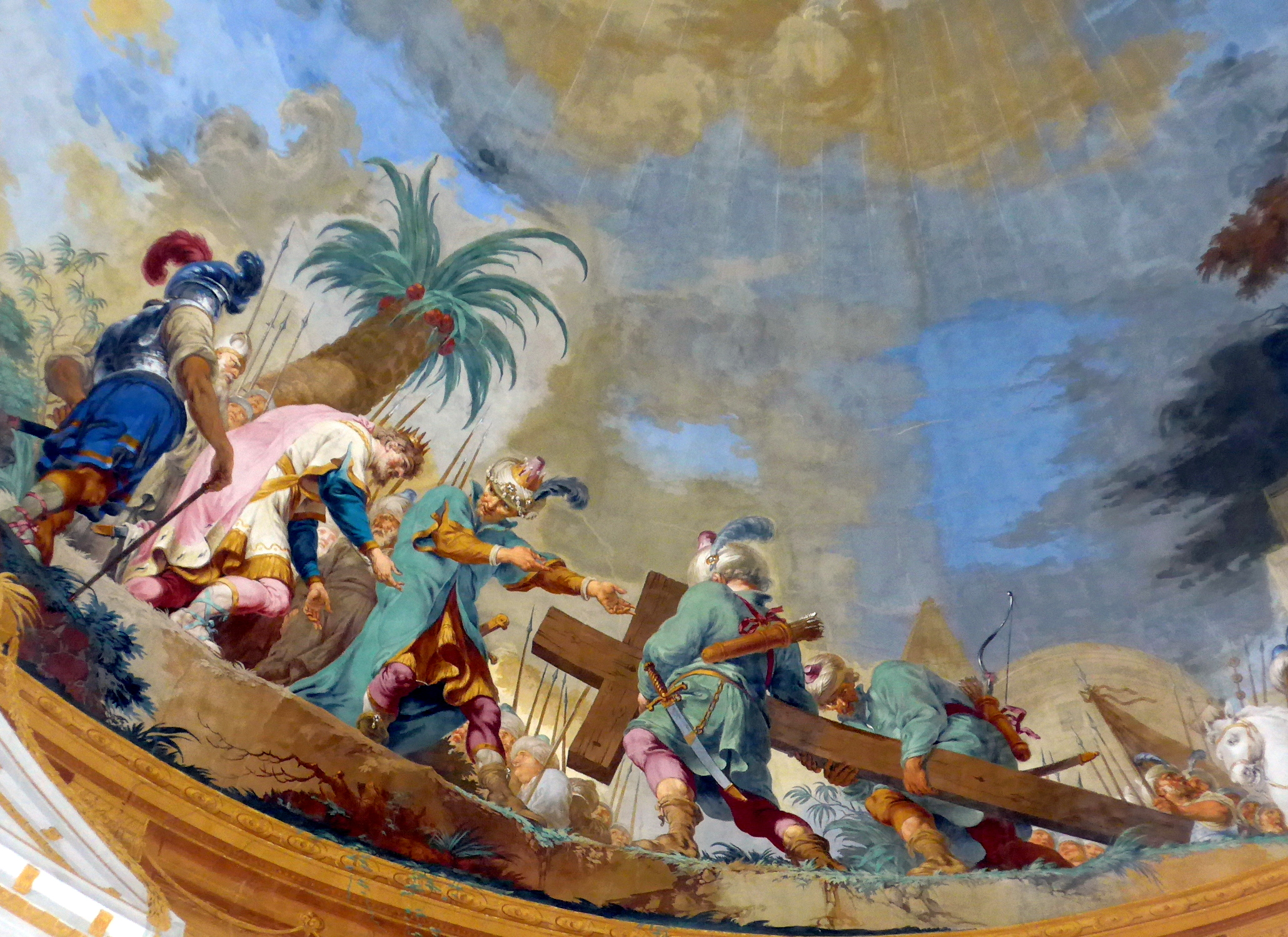
Rückgabe des Kreuzes Christi 629/30 an den oströmischen Kaiser Herakleios durch die Perser (Ulm Kloster Wiblingen).

Unabhängig davon, ob Herakleios die Perser militärisch wirklich entscheidend geschlagen hatte (unstrittig sind seine militärischen und auch diplomatischen Fähigkeiten, die er wiederholt unter Beweis stellte) oder ob doch eher die türkischen Angriffe und die Unzufriedenheit des persischen Adels den Ausschlag gaben, kam schließlich 629 oder 630 nach längeren und schwierigen Verhandlungen ein für die Oströmer recht vorteilhafter Friedensvertrag zustande. Dessen Bestimmungen orientierten sich am status quo ante bellum: Persien gab alle seit 603 gemachten Eroberungen auf und erstattete das Heilige Kreuz zurück, wofür Herakleios den Persern freien Abzug garantierte. Dass die Römer anders als 591 keinerlei Gebietsgewinne verbuchen konnten, ist ein starkes Indiz dafür, dass die Sassaniden zwar Frieden wünschten, dass aber auch die Position Ostroms nicht so stark war, wie es die westlichen Quellen suggerieren: Mehr als eine Wiederherstellung der alten Grenzen war nicht erreichbar; die Perser mussten nicht einmal Entschädigungszahlungen leisten. Der Krieg war von beiden Seiten unerbittlich bis zur Erschöpfung der jeweiligen Ressourcen geführt worden. Dennoch schien damit die alte Weltordnung, die durch den Krieg ins Wanken gebracht worden war, wieder hergestellt zu sein – was sich allerdings im Rahmen der arabischen Eroberungen wenige Jahre später als Trugschluss erwies.
Der Truppenabzug vollzog sich nur schleppend, während Persien in Chaos und Bürgerkrieg versank. Kavadh II. Siroe starb schon im Herbst 628, und alle bis 632 nachfolgenden Herrscher sollten sich nur wenige Monate halten können. Wenigstens wurde 630 von Schahrbaraz, der nun selbst Machtambitionen entwickelte und für kurze Zeit den Thron bestieg, das Heilige Kreuz zurückerstattet. Dessen feierliche Rückführung stellte zweifellos einen Höhepunkt in der Regierungszeit des Herakleios dar und wird in mehreren orthodoxen Kirchen bis heute gefeiert. Aus mehreren christlichen Königreichen erhielt er Glückwunschschreiben, der Prestigegewinn für den Kaiser war gewaltig. Dem Merowinger Dagobert I. übersandte der Kaiser einen Teil der Reliquie, und bald begannen im ganzen Abendland Legenden rund um „Heraclius, den Persersieger“ zu kursieren, die ihn zum Triumphator im Namen Christi und zu einem zweiten Alexander stilisierten, eine Darstellung, die bis heute nachwirkt. Persien geriet derweil in jahrelange innere Wirren, während Ostrom, das vom langen Krieg erschöpft war, über den alten Erzfeind triumphiert zu haben schien. Zumindest hatte es sich in nahezu aussichtsloser Lage behaupten können, wenn auch nur unter Aufbringung der letzten Reserven.

## Rom und Persien: Eine Bilanz

Die islamische Expansion bis 750

Herakleios konnte sich nur wenige Jahre über das Erreichte freuen. Kurz nach dem Sieg über Persien setzte die arabische Expansion ein, doch nach dem langen Krieg gegen Persien fehlten nun die Ressourcen für weiteren Widerstand. 636 wurden die oströmischen Truppen von den Arabern am Jarmuk entscheidend geschlagen und bis 642 gingen Ostrom alle Orientprovinzen verloren. Ihnen sollte einige Jahrzehnte später auch die restlichen zum Reich gehörenden Gebiete Nordafrikas folgen. Die Getreideflotten aus Ägypten steuerten fortan nicht mehr Konstantinopel, sondern die arabische Halbinsel an. Auf dem Balkan nahmen derweil die Slawen oströmisches Gebiet ein und setzten sich dort fest. Ostrom war auf das von arabischen Gruppen durchstreifte Kleinasien, die Reste der Besitzungen in Italien, die Hauptstadt Konstantinopel mit dem Umland sowie auf einige Inseln und befestigte Orte in Griechenland reduziert worden. Nur ein Guerillakrieg sicherte diesen Trümmern des einstigen Imperiums das Überleben, das sich aber erstaunlicherweise halten konnte. Auch Staat und Gesellschaft veränderten sich: Unter Herakleios nahm die Gräzisierung von Verwaltung und Militär stark zu, Latein wurde als Amtssprache noch während des Perserkriegs abgeschafft. Das spätrömische Reich fand damit endgültig sein Ende, und es begann die Geschichte des mittelalterlichen Byzanz, das (auf vermindertem Niveau) noch bis 1453 das griechisch-römische und christliche Erbe hochhalten sollte.
Das Sassanidenreich hingegen ging bereits 651 unter. Noch 634 konnten die Perser die Araber zwar in der Schlacht an der Brücke besiegen, aber innere Wirren hinderten sie daran, den Erfolg auszunutzen. Nach der sassanidischen Niederlage in der Schlacht von al-Qādisīya (wohl Anfang Januar 638), die den Angreifern Mesopotamien öffnete, schlugen die hereinbrechenden Araber 642 in der Schlacht bei Nehawand das persische Heer vernichtend. Zwar wehrten sich die Perser durchaus verbissen gegen die Angreifer, doch seit 642 verloren sie das Vertrauen in ihren Herrscher, und der Widerstand verlor seine zentrale Führung. Der letzte Großkönig, Yazdegerd III., fand 651 ein unrühmliches Ende, als er im äußersten Nordosten seines zusammenbrechenden Reiches im Auftrag des dortigen Statthalters in Merw ermordet wurde. Auch wenn das Erbe der Sassaniden kulturell sehr stark in der arabischen Welt nachwirkte, so endete mit ihnen doch die letzte Phase der altorientalischen Geschichte.
Über 400 Jahre hindurch waren (Ost-)Rom und Persien die beiden wichtigsten Machtfaktoren der Antike gewesen. Obwohl einander oft feindlich gesinnt und nicht selten in einen erbittert geführten Krieg gegeneinander verwickelt, litt darunter doch nie ernsthaft die gegenseitige Anerkennung. Beide Mächte beeinflussten sich auch kulturell, letztlich bestimmten aber doch vor allem die militärischen Auseinandersetzungen das gegenseitige Verhältnis, das vom Kampf um die Vormachtstellung im Vorderen Orient geprägt war.
Am Ende waren beide Staaten vom jahrhundertelangen Kräftemessen derart erschöpft, dass die hereinbrechenden Araber leichtes Spiel hatten – genutzt hatten alle Anstrengungen keiner der beiden Parteien. Es ist sogar vermutet worden, dass die Kriege des 6. und 7. Jahrhunderts nicht nur zu einer massiven Schwächung der beiden Großmächte, sondern auch zu einer entscheidenden Stärkung ihrer späteren Feinde, der Araber, geführt haben, die politisch, ökonomisch und militärisch aufgewertet wurden. Man kann zu dem Schluss kommen, dass die wohl fruchtbarsten Zeiten im Verhältnis beider Reiche die Phasen der friedlichen Koexistenz, besonders zwischen 387 und 502, gewesen waren. Einer dauerhaften Lösung standen aber wohl die Machtansprüche und das jeweilige Selbstverständnis beider Seiten im Weg.

## Zeittafel
- 224/26: Das Sassanidenreich entsteht.
- ab 230: erste Vorstöße Ardaschirs I. auf römisches Territorium
- 232: Der Perserkrieg des Kaisers Severus Alexander endete ohne klaren Sieger.
- 242–44: Perserfeldzug Gordians III.; nach ersten Erfolgen wurde er bei Mesiche (Misik) geschlagen und starb (nach anderen Quellen fiel er einem Komplott zum Opfer). Schapur I. schloss einen Friedensvertrag mit Rom.
- 252: Schapur I. eroberte Armenien. Im folgenden Jahr stieß er nach Syrien vor.
- 260: Kaiser Valerian gerät während seines Perserfeldzugs in Gefangenschaft. Zeitweiliger Zusammenbruch der römischen Orientverteidigung, die nun weitgehend von Palmyra übernommen wird, das die Sassaniden erfolgreich abwehren kann. Die palmyrenische Herrscherin Zenobia entwickelte bald eigene Ambitionen, unterlag aber 272 schließlich Kaiser Aurelian.
- 283: Perserkrieg des Carus: Die Römer plünderten Ktesiphon.
- ab 296: Der persische König Narseh fiel in römisches Gebiet ein. Diokletians Caesar Galerius schlug ihn, nach anfänglichem Rückschlag, bei Karrhai.
- 298: Friede von Nisibis. Der römische Kaiser Diokletian gewann Territorien in Mesopotamien und fünf Provinzen jenseits des Tigris.
- 338: Beginn eines Jahrzehnte andauernden Krieges zwischen Rom und Persien. Weder Schapur II. noch Constantius II. konnten die Oberhand gewinnen. In Persien kam es zudem zu Christenverfolgungen.
- 359: Schapur II. fiel mit einem großen Heer in Mesopotamien ein. Die wichtige Festung Amida fiel nach langer Belagerung an Persien.
- 363: Perserkrieg Julians. Das römische Heer stieß bis nach Ktesiphon vor, wurde dann aber abgedrängt. Nach dem Tod Julians schlossen Römer und Perser den Frieden von 363. Rom gab die Eroberungen Diokletians wieder auf und verliert Nisibis.
- wohl 387: Teilung Armeniens in einen römisch und einen persisch (Persarmenien) kontrollierten Teil.
- 395: Tod Theodosius’ I. und so genannte „Reichsteilung“ (siehe auch Westrom und Ostrom).
- 410: Den persischen Christen wurde auf der Synode von Ktesiphon die freie Religionsausübung gestattet.
- 421/22: Krieg zwischen Rom und Persien. Dieser kurze, heftige Konflikt störte jedoch, ebenso wie der deutlich begrenztere Konflikt von 441, kaum die guten zwischenstaatlichen Beziehungen im 5. Jahrhundert.
- 476: Absetzung des letzten (in der traditionellen Zählung) weströmischen Kaisers Romulus Augustulus. Ende des weströmischen Kaisertums; der oströmische Kaiser beanspruchte fortan die Oberherrschaft im Westen.
- 484: Die Assyrische Kirche des Ostens konstituierte sich endgültig unabhängig von der oströmischen Reichskirche in Konstantinopel.
- 502: Beginn eines neuen Krieges zwischen Rom und Persien. Nach einem Waffenstillstand im Jahre 506 flammten die Kämpfe 526 wieder auf.
- 532: „Ewiger Frieden“ zwischen Rom und Persien. Kaiser Justinian I. begann bald darauf seine „Restaurationspolitik“ im Westen.
- 540: Chosrau I. brach den Friedensvertrag. Plünderung von Antiochia am Orontes und anderen römischen Städten. Der verlustreiche Krieg wurde erst 562 beendet; Ostrom musste sich zu regelmäßigen Tributen an die Sassaniden verpflichten, konnte aber dafür seine Ostgrenze halten und Lasika hinzugewinnen.
- 572: Justin II. begann im Bündnis mit den Kök-Türken einen neuen Krieg mit Persien. Der Krieg wurde erst unter Kaiser Maurikios 591 entschieden, der in einen innerpersischen Bürgerkrieg eingegriffen hatte.
- 603: Beginn des letzten und größten römisch-persischen Krieges. Chosrau II. begann mit der Eroberung der römischen Orientprovinzen und deren Integration in das Sassanidenreich.
- 626: Perser und Awaren belagerten erfolglos Konstantinopel.
- 627: Sieg des Kaisers Herakleios in der Schlacht bei Ninive. 628 bat der neue persische König Kavadh II. um Frieden.
- 630: Endgültiger Friedensschluss. Die Sassaniden räumten alle seit 603 eroberten römischen Gebiete, womit der status quo ante bellum wiederhergestellt wurde.
- 630er Jahre: Beginn der Islamischen Expansion. Ostrom/Byzanz verlor den Großteil seiner orientalischen Besitzungen, konnte sich aber letztendlich behaupten. Persien dagegen fiel bis 651 dem Ansturm der Araber zum Opfer.